# Biserica de lemn din Făgetu Ierii

Biserica de lemn din Făgetu Ierii, județul Cluj, 2009

Biserica de lemn din Făgetu Ierii, județul Cluj, 2009

Biserica de lemn din Făgetu Ierii, cu hramul Sfinții Trei Arhangheli, se află în satul cu același nume din comuna Iara, județul Cluj. Biserica de lemn este cunoscută dintr-o fotografie de epocă. Ea reține o trăsătură foarte rară la turn, unde se aflau două foișoare legate unul peste altul. Un turn asemănător poate fi văzut la biserica de lemn din Ocoliș. Biserica nu se află pe noua listă a monumentelor istorice.

## Istoric și trăsături
Construită după tradiția locului în anul 1769, biserica, prin planimetrie, arhitectură și inventarul mobil păstrat pare mai degrabă edificată doar pe la mijlocul secolului al XIX-lea.
Biserica „Sfintii Trei Arhangheli” are alături clopotnița nouă. Planul este cel obișnuit în regiune, dreptunghiular, cu absida pentagonală decroșată și un pridvor pe latura vestică. Atât interiorul, cât și exteriorul, au fost tencuite. În anul 1964 s-a executat o pictură nouă, acoperind, se pare, decorația murală anterioară.

## Imagini

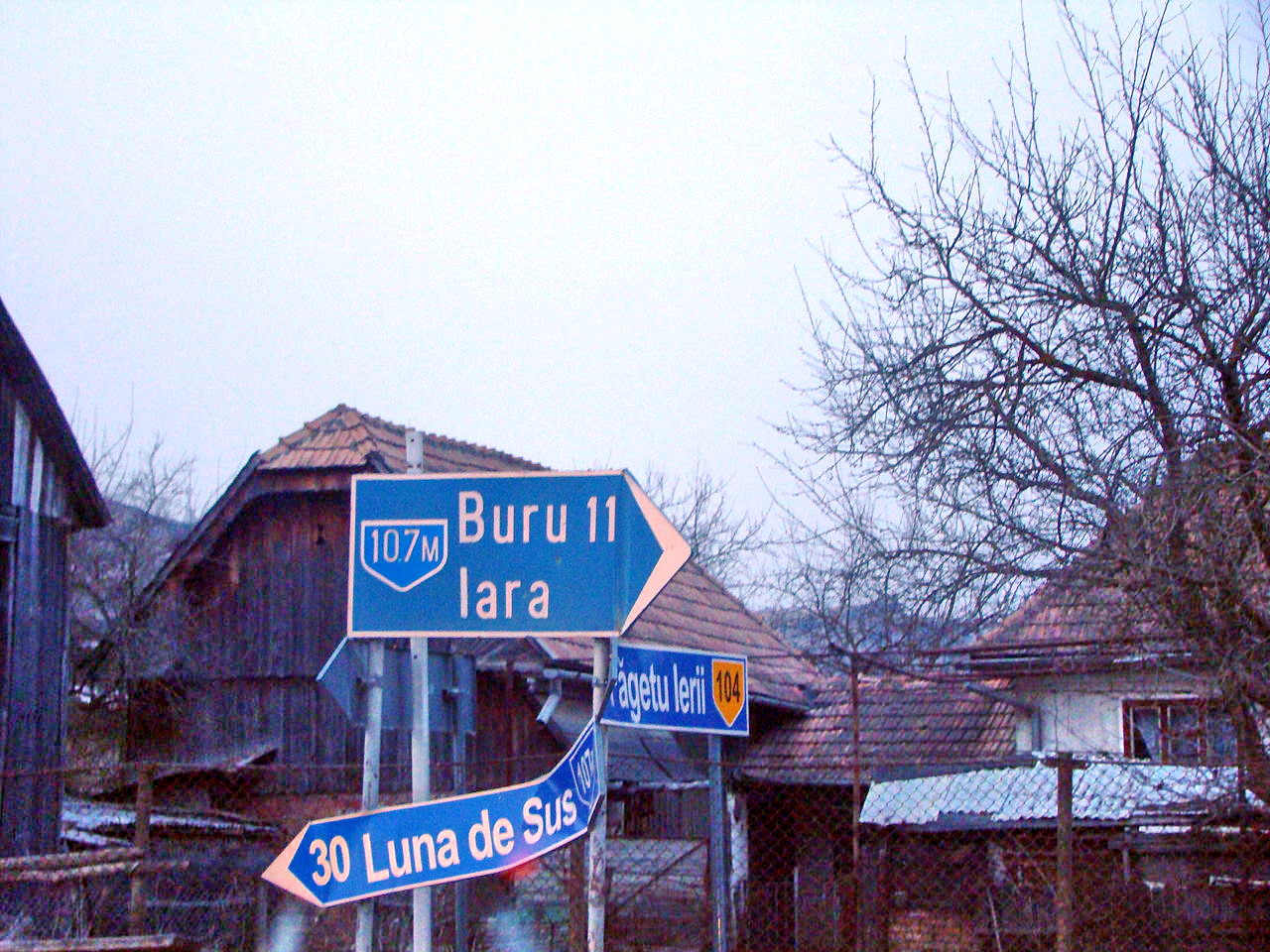
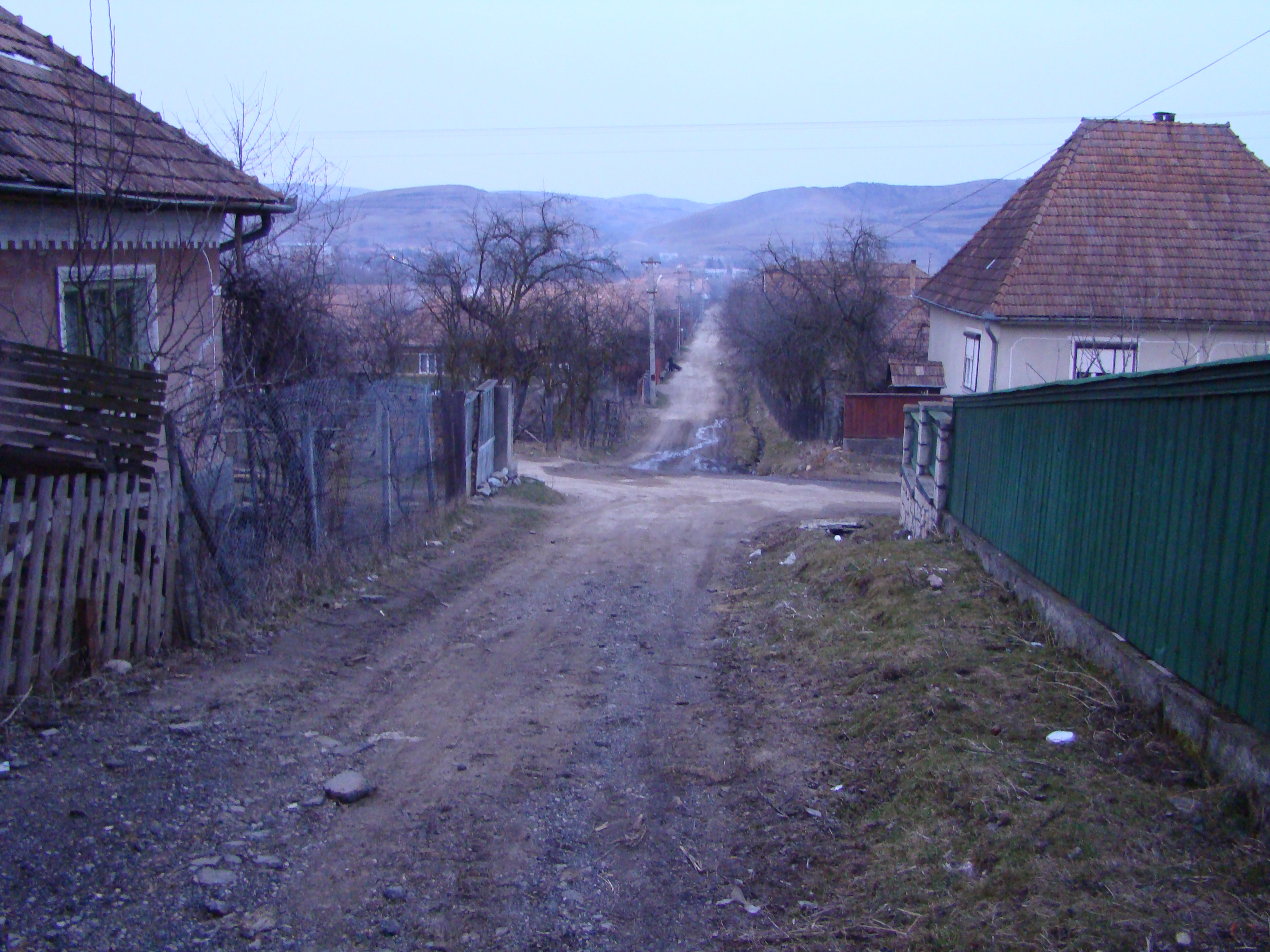
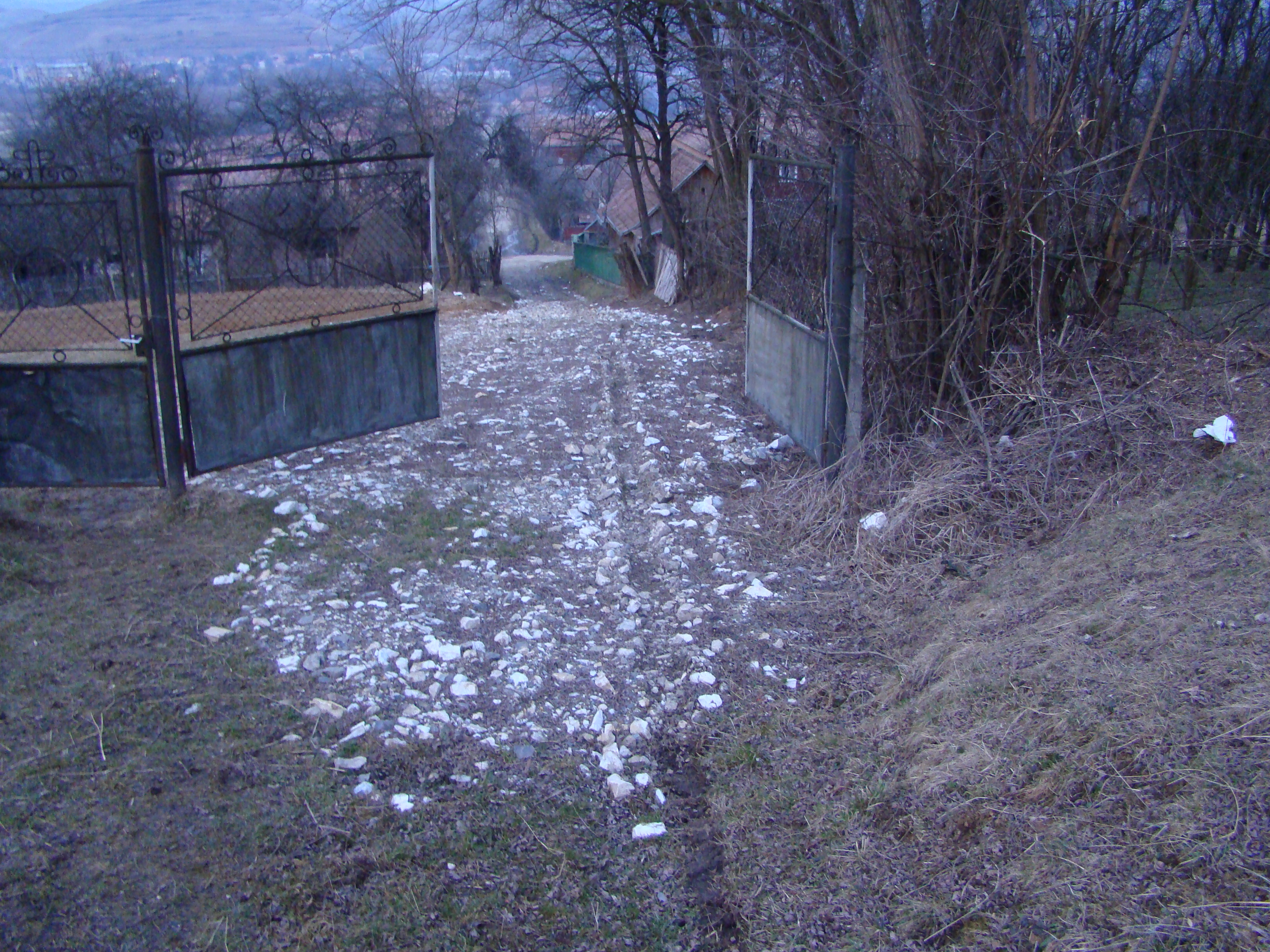
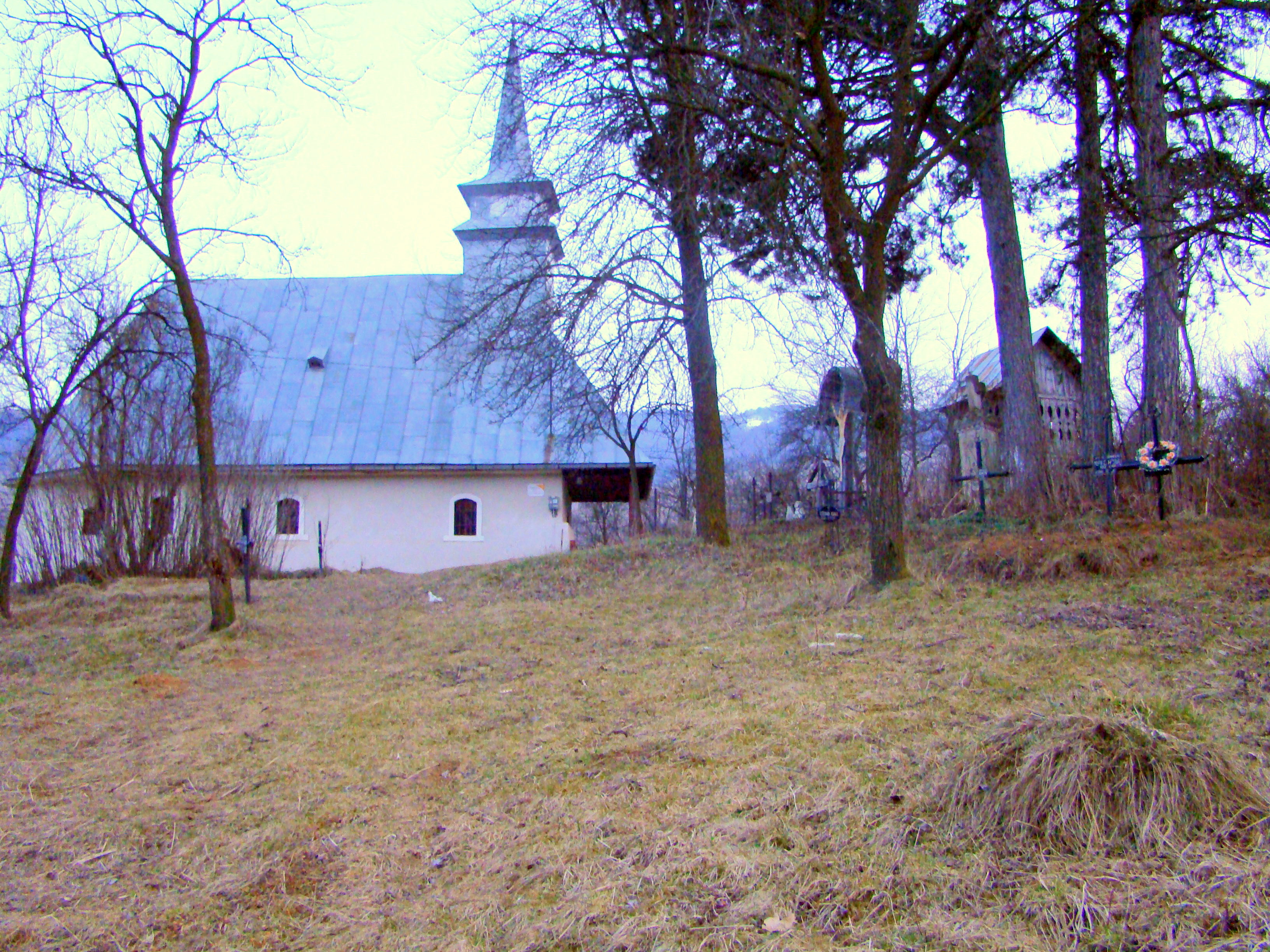
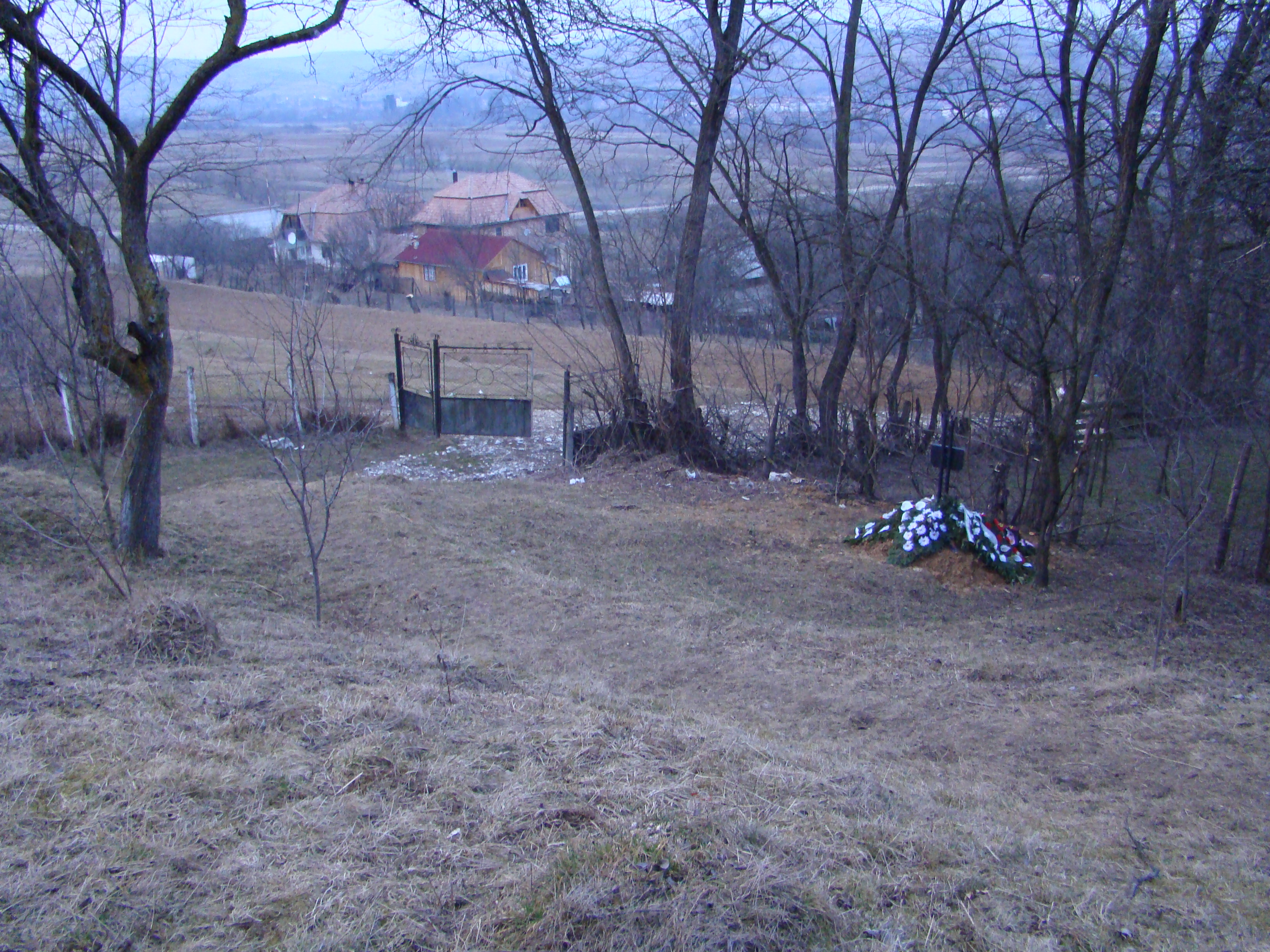
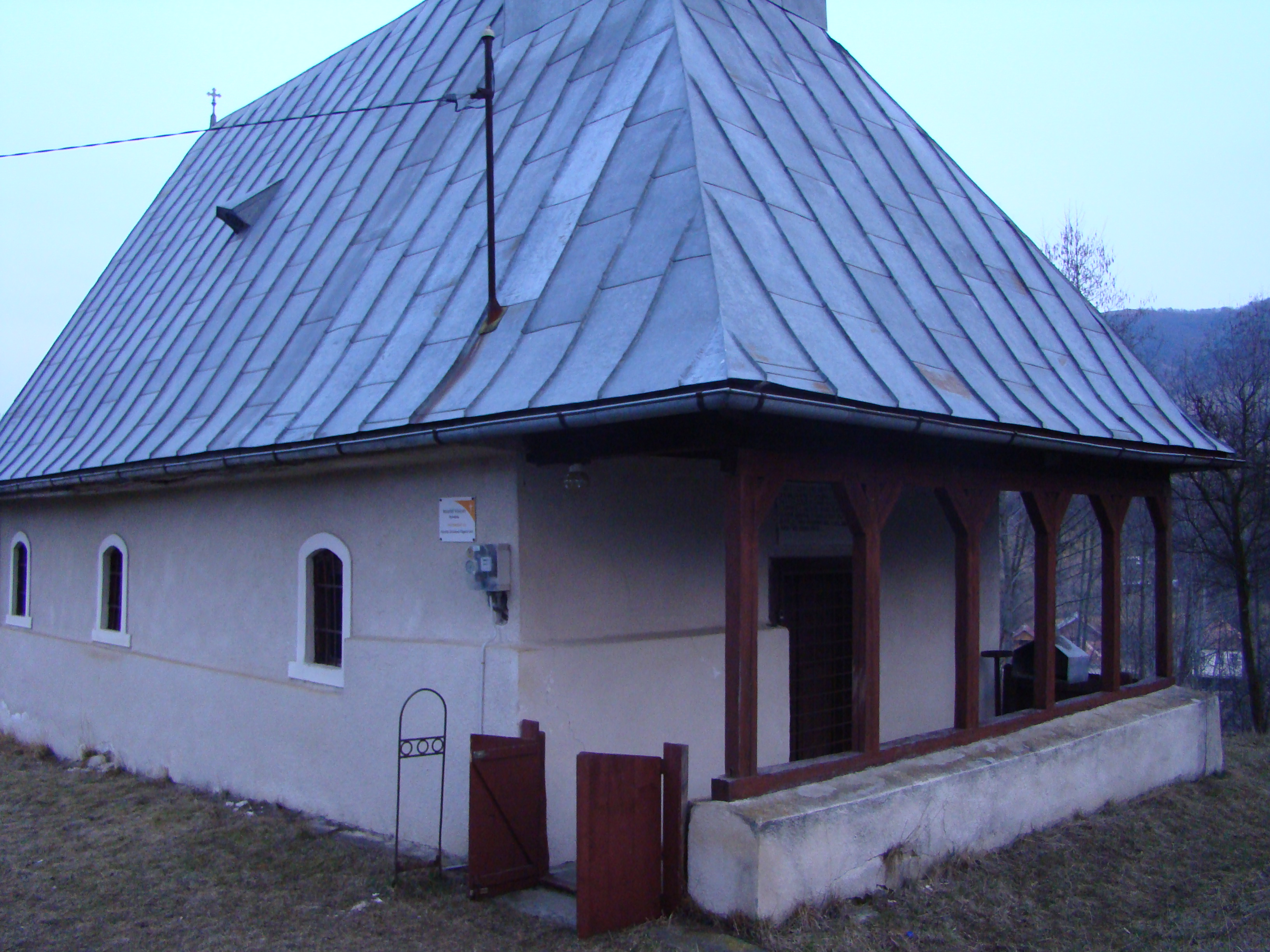
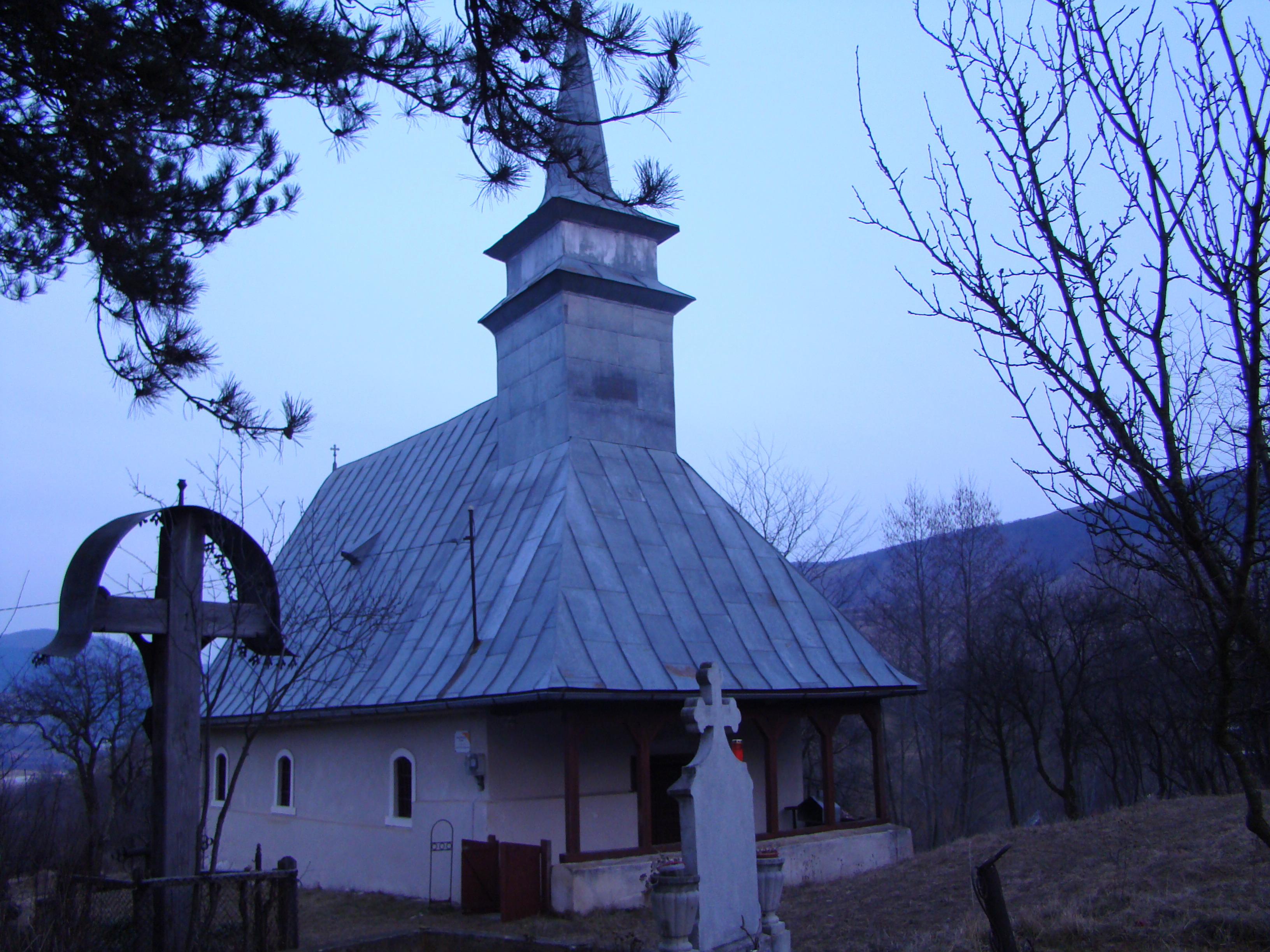
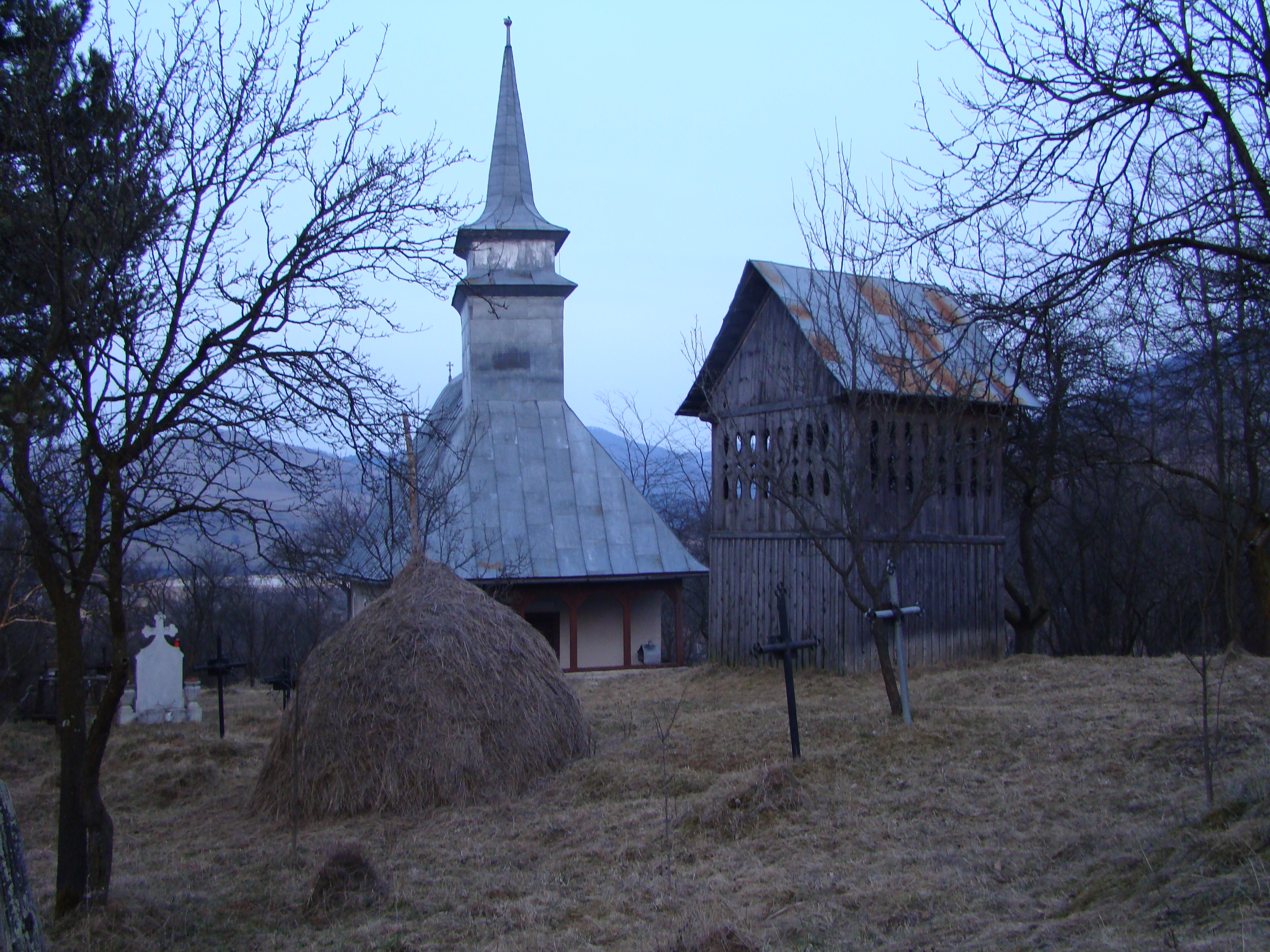
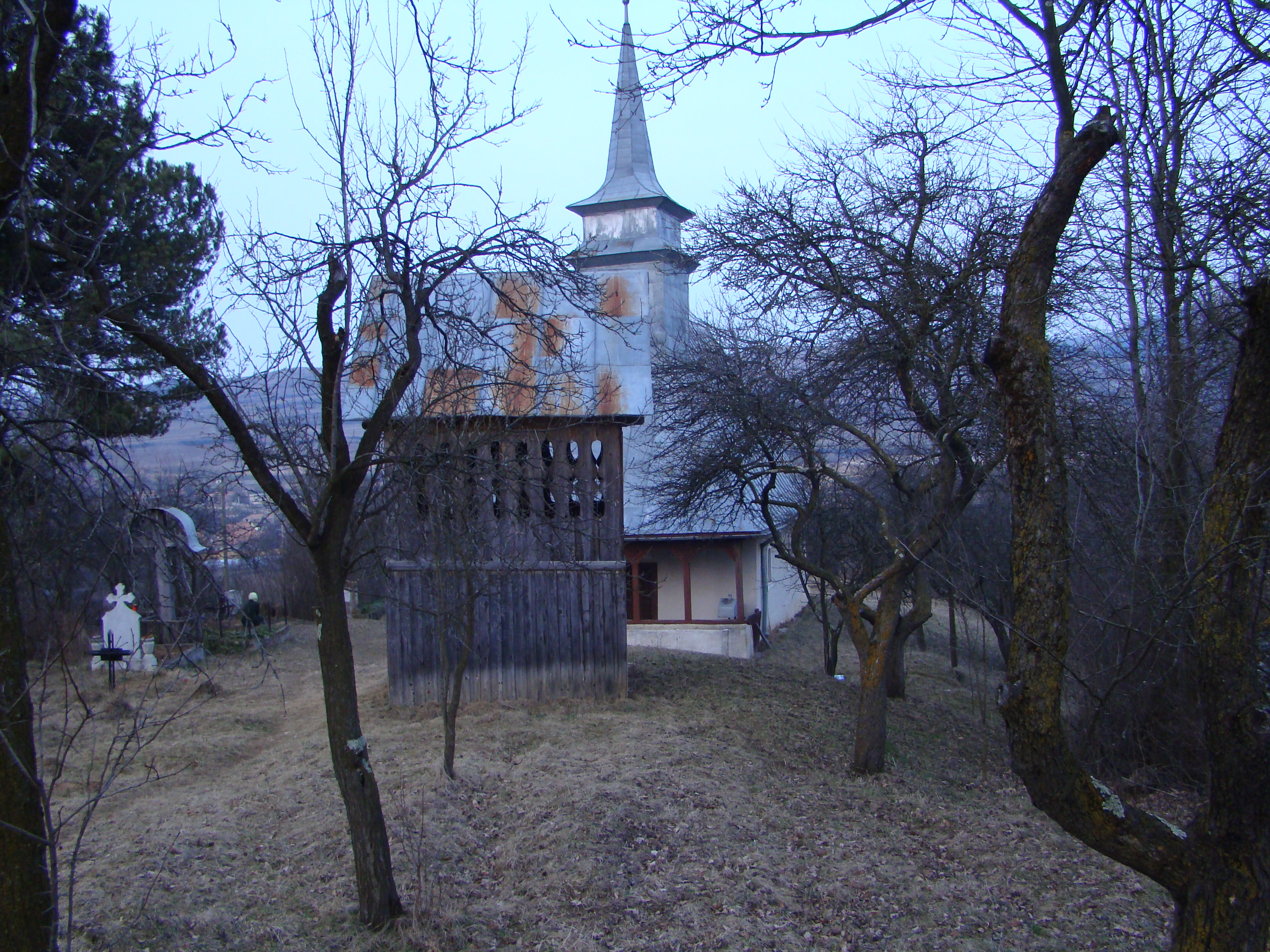
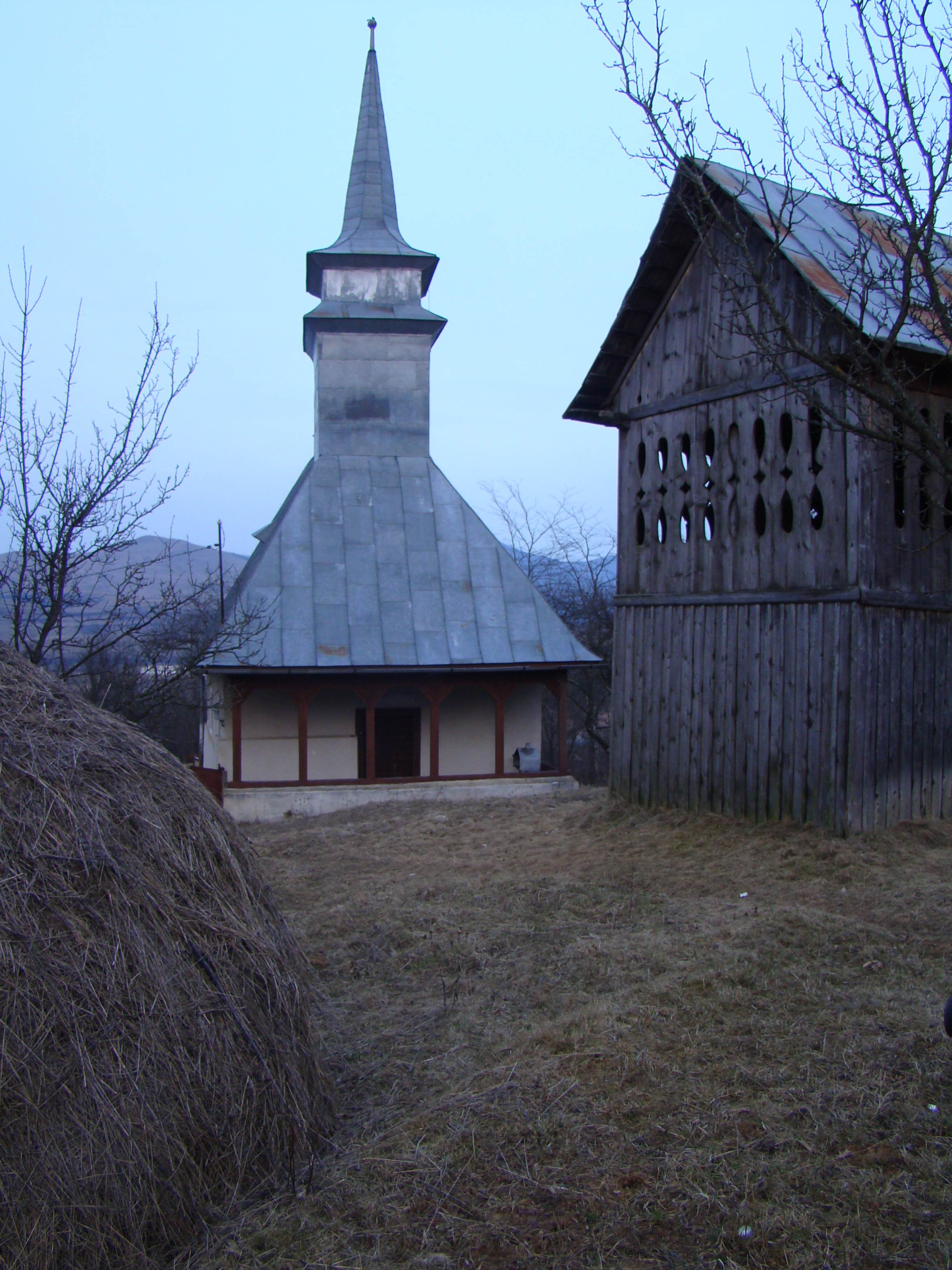
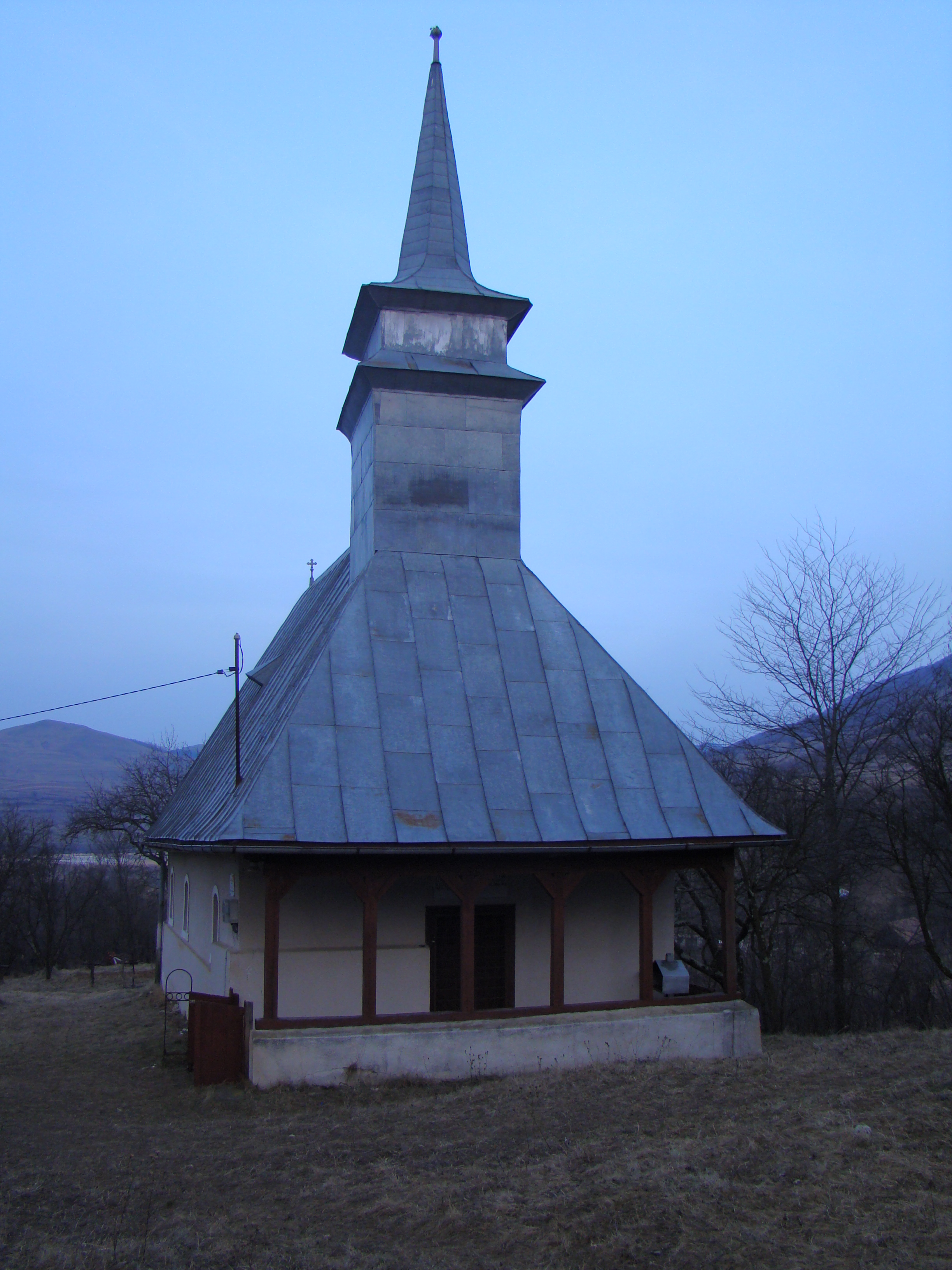
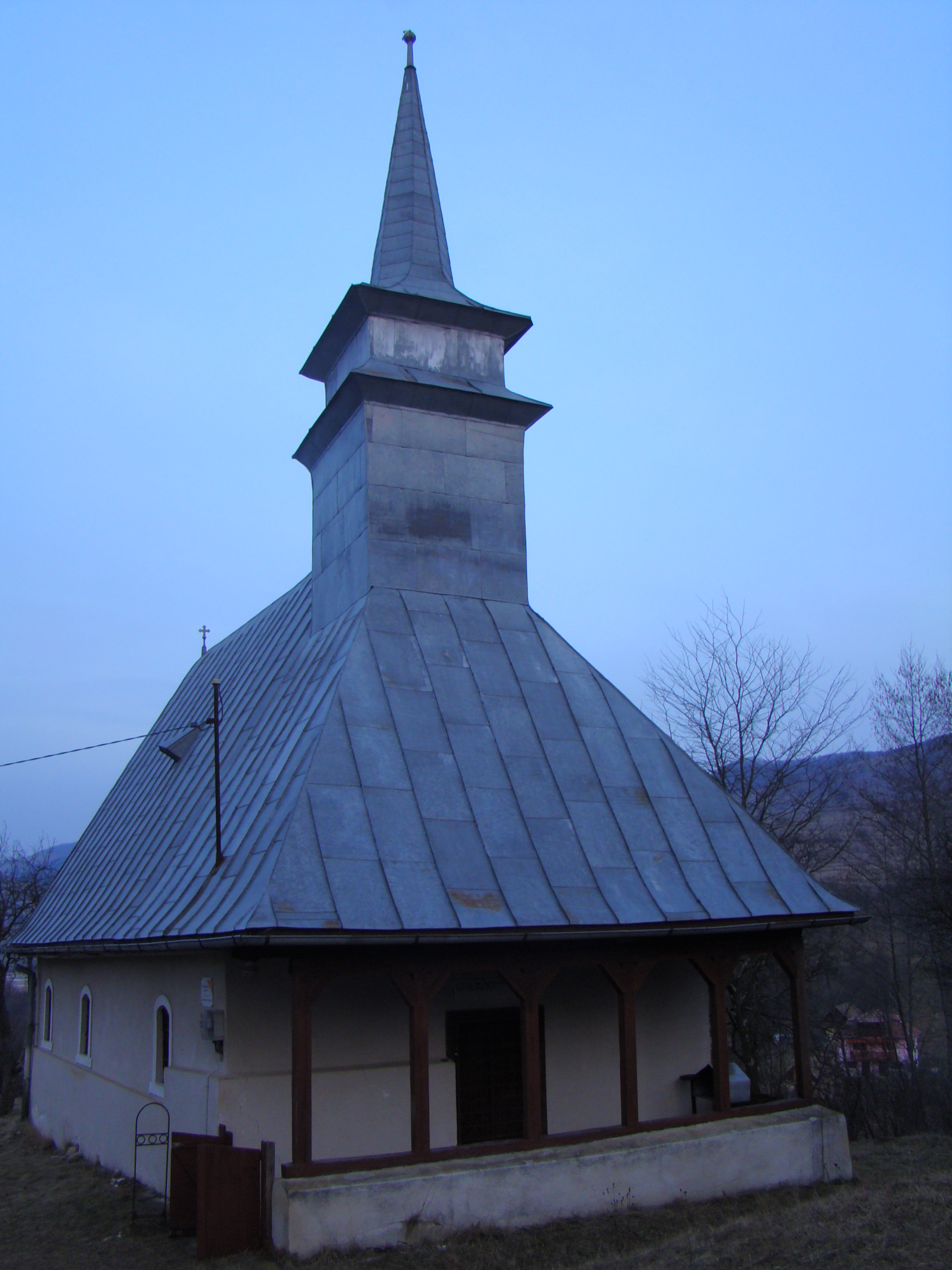
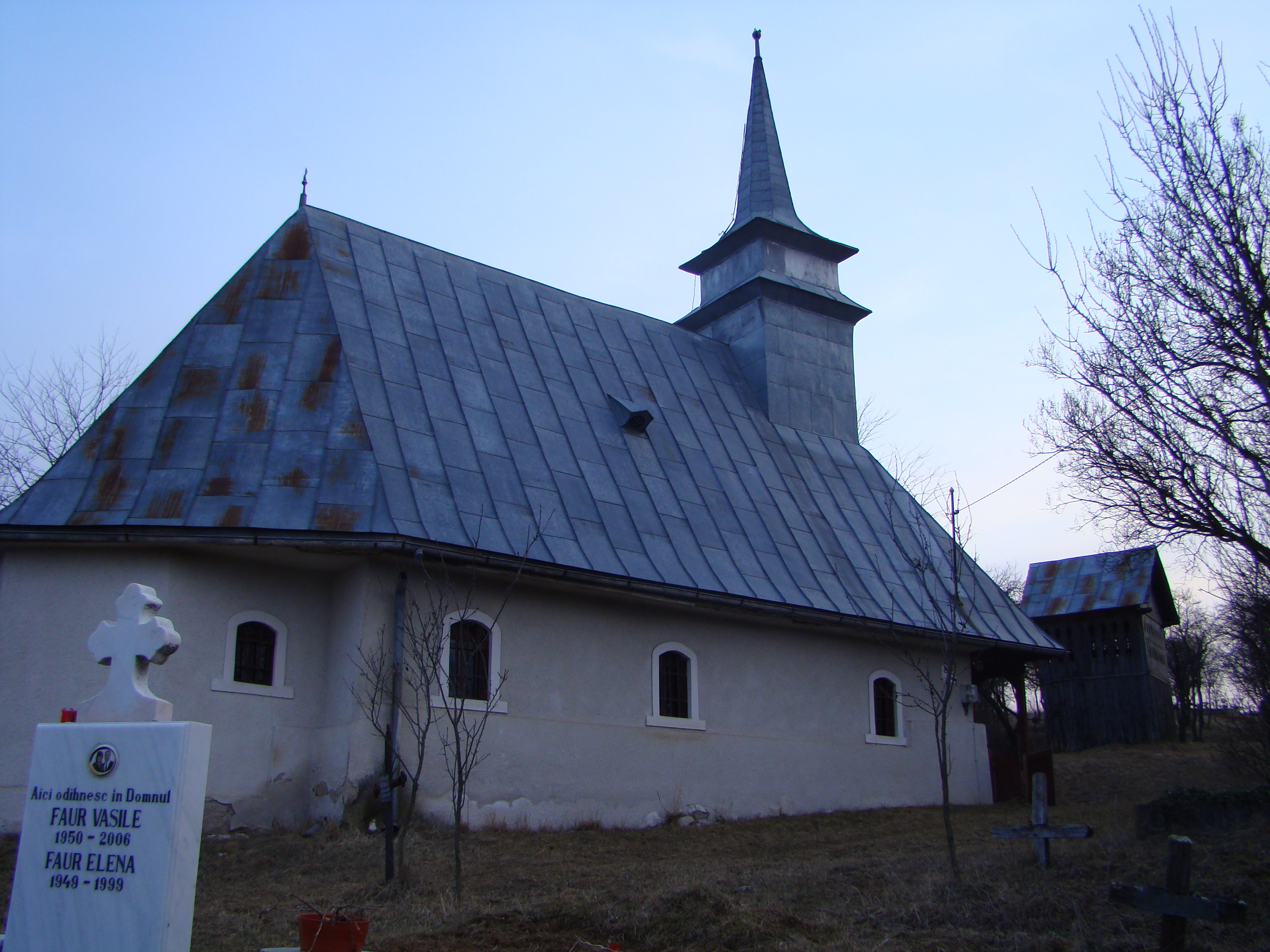
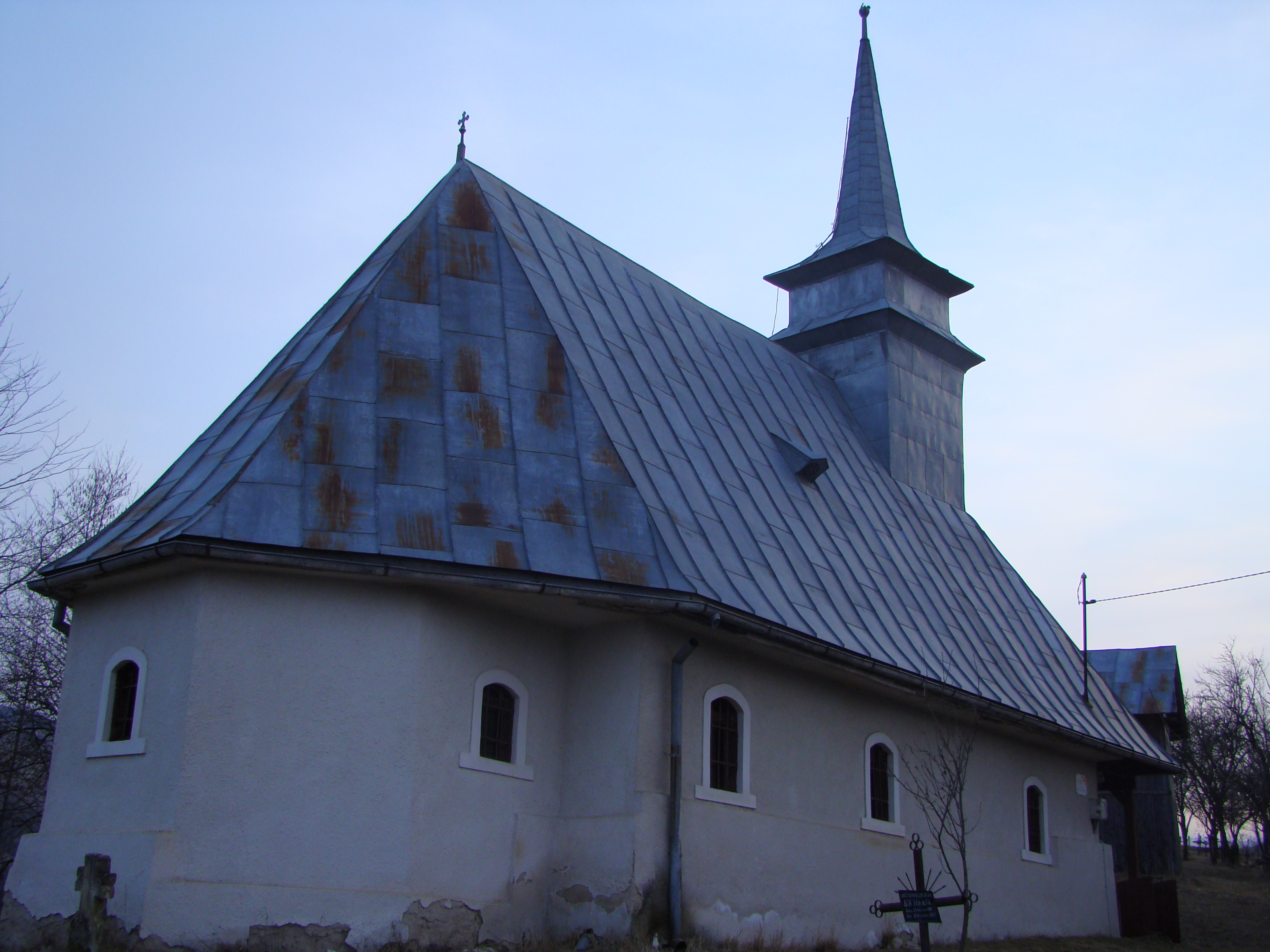
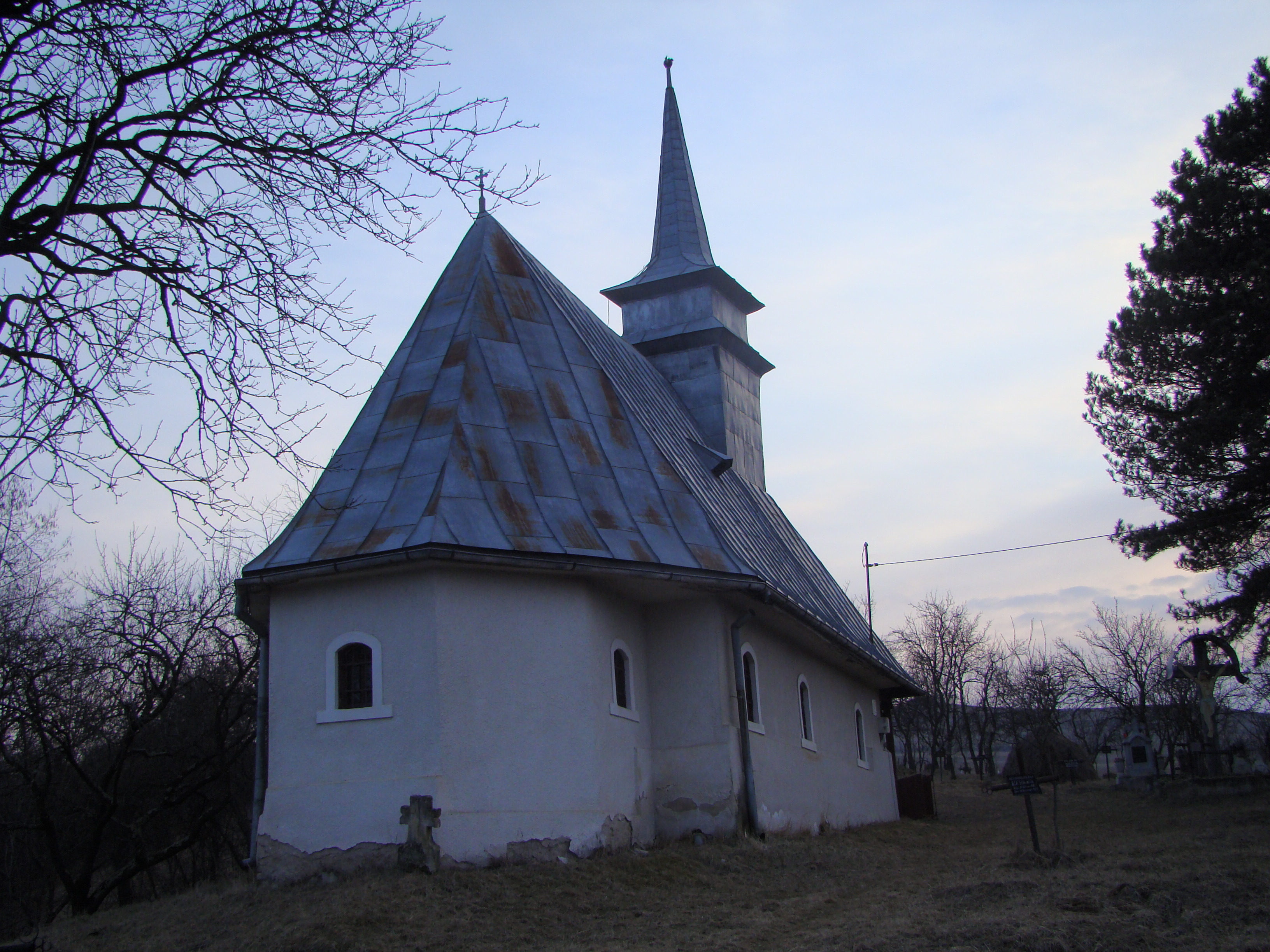
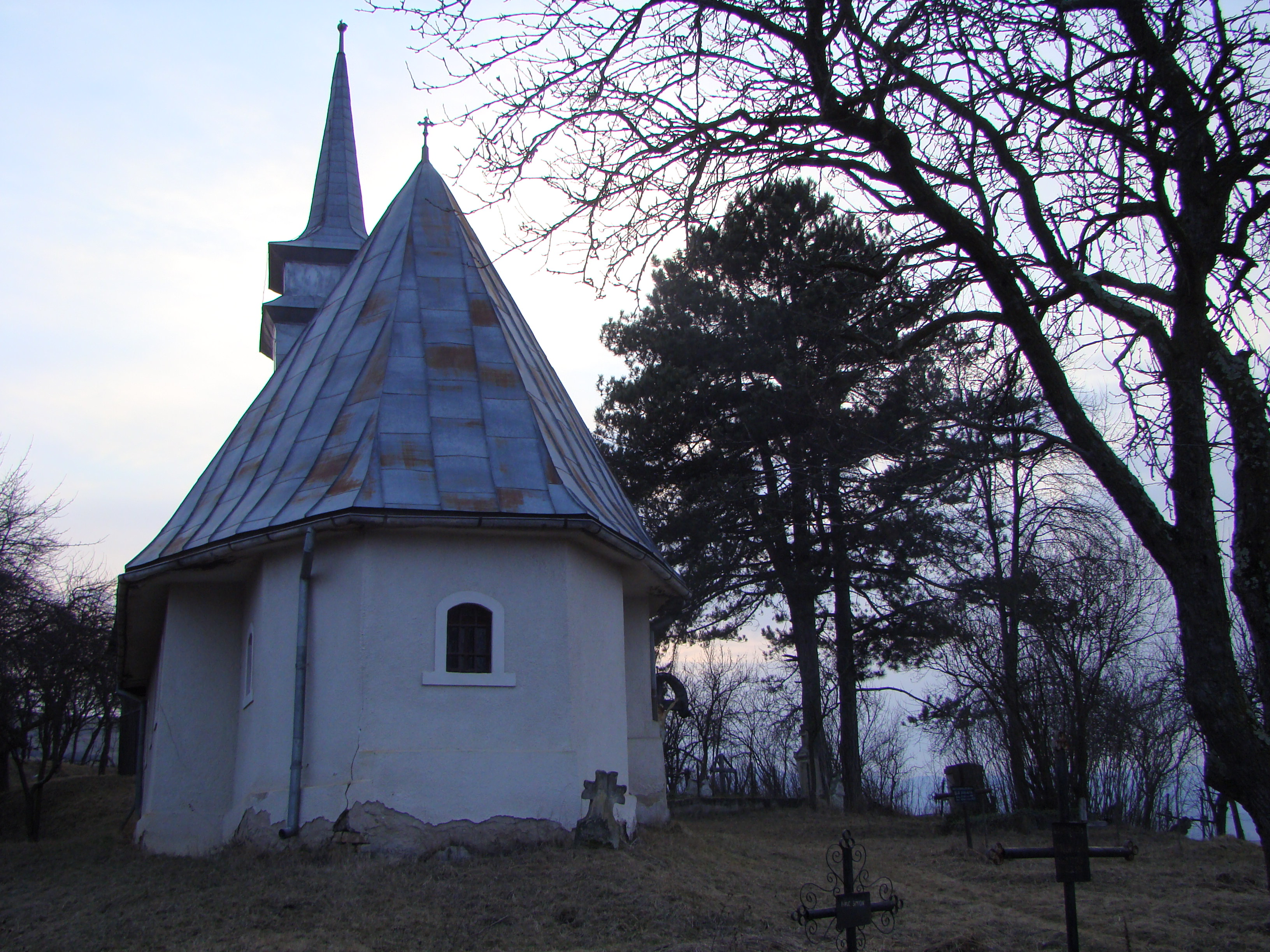
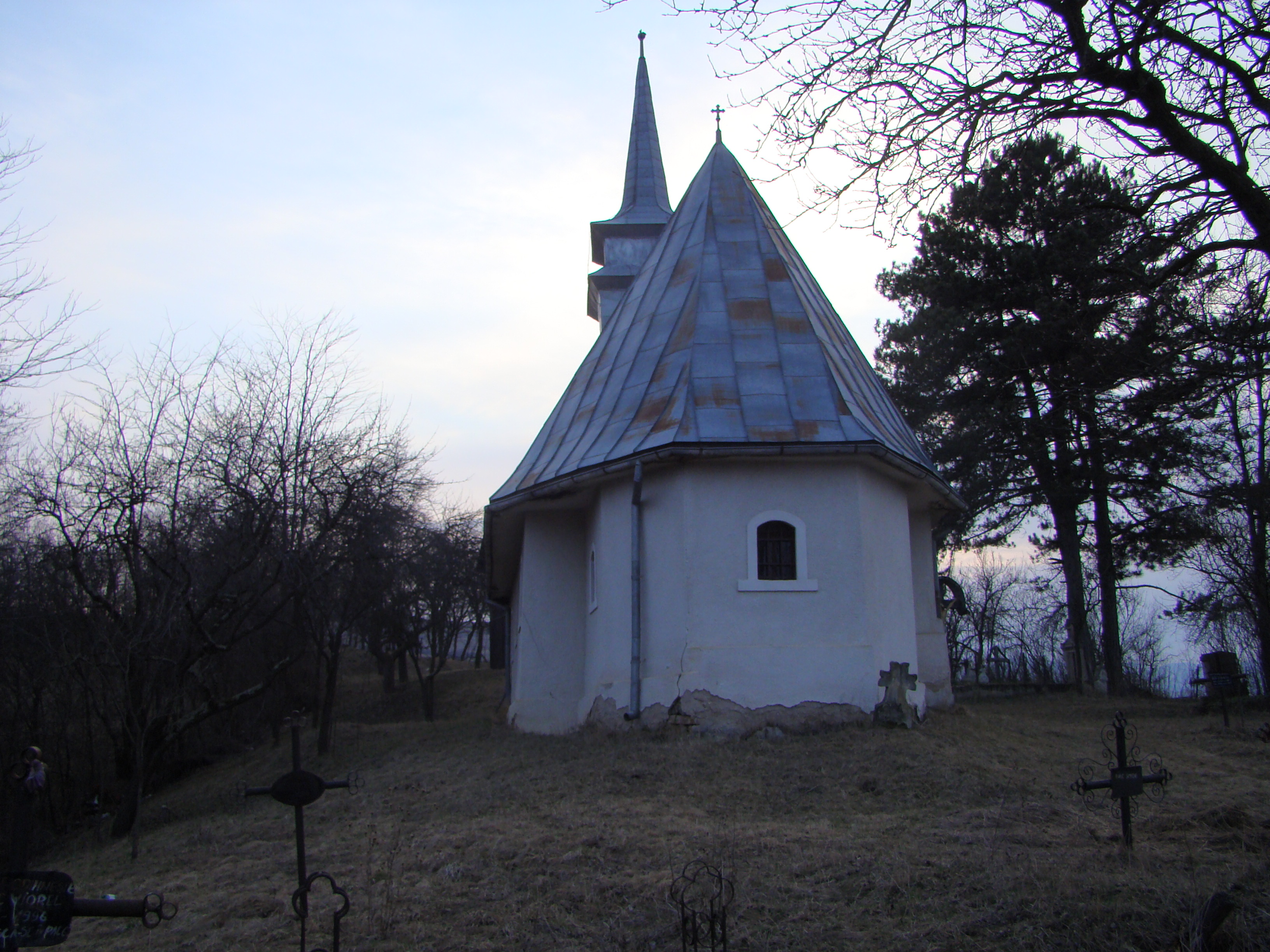
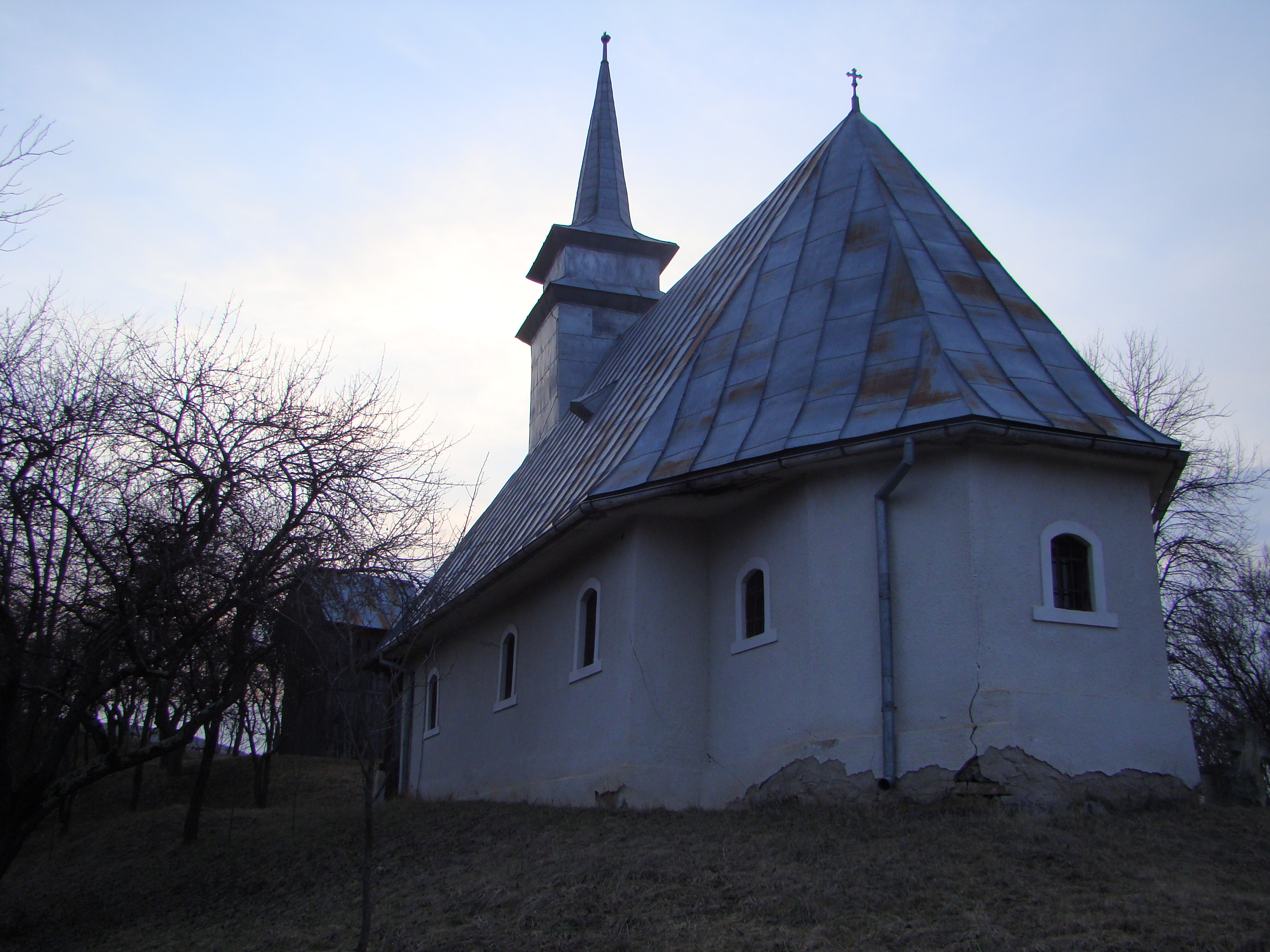
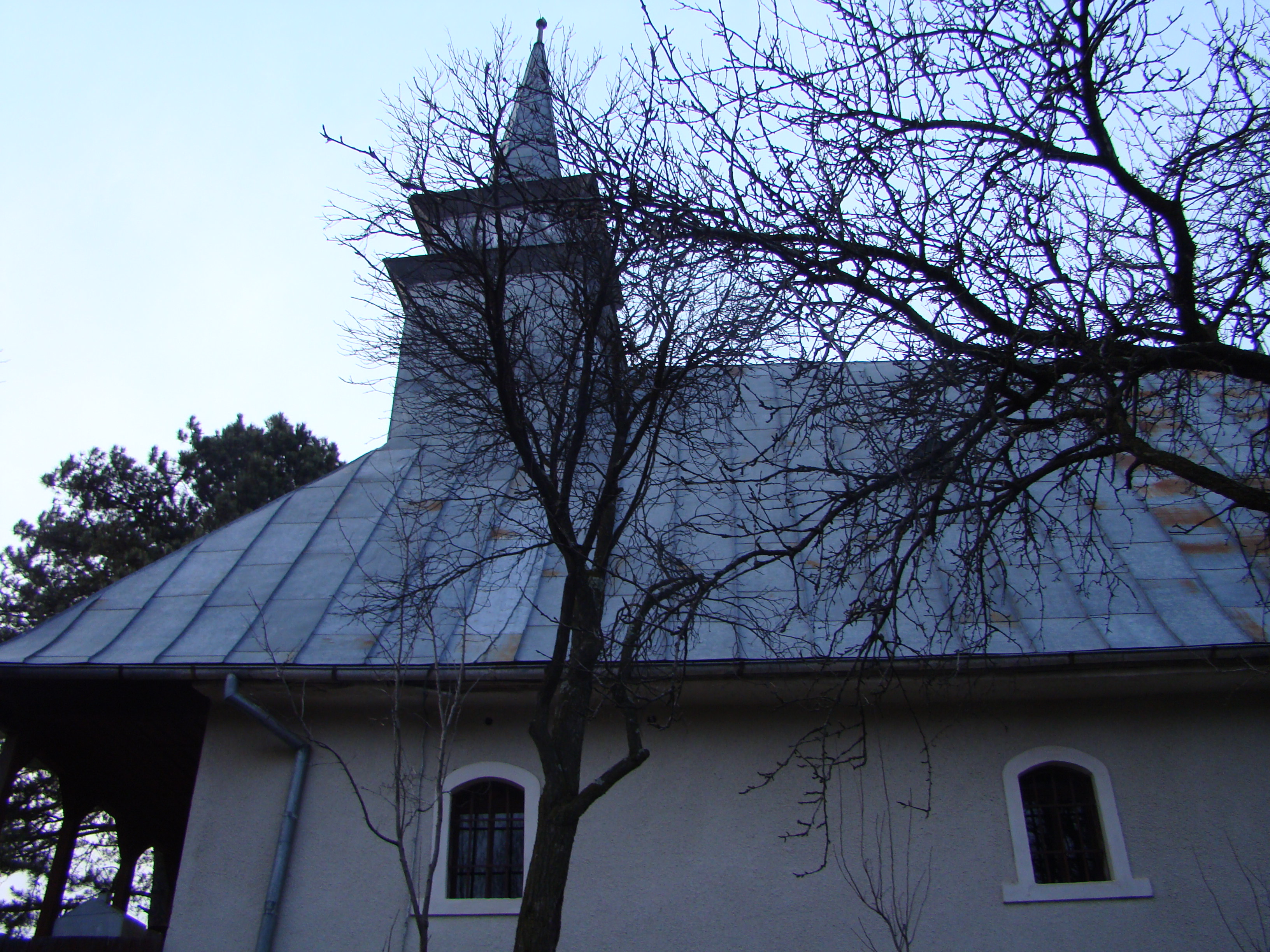
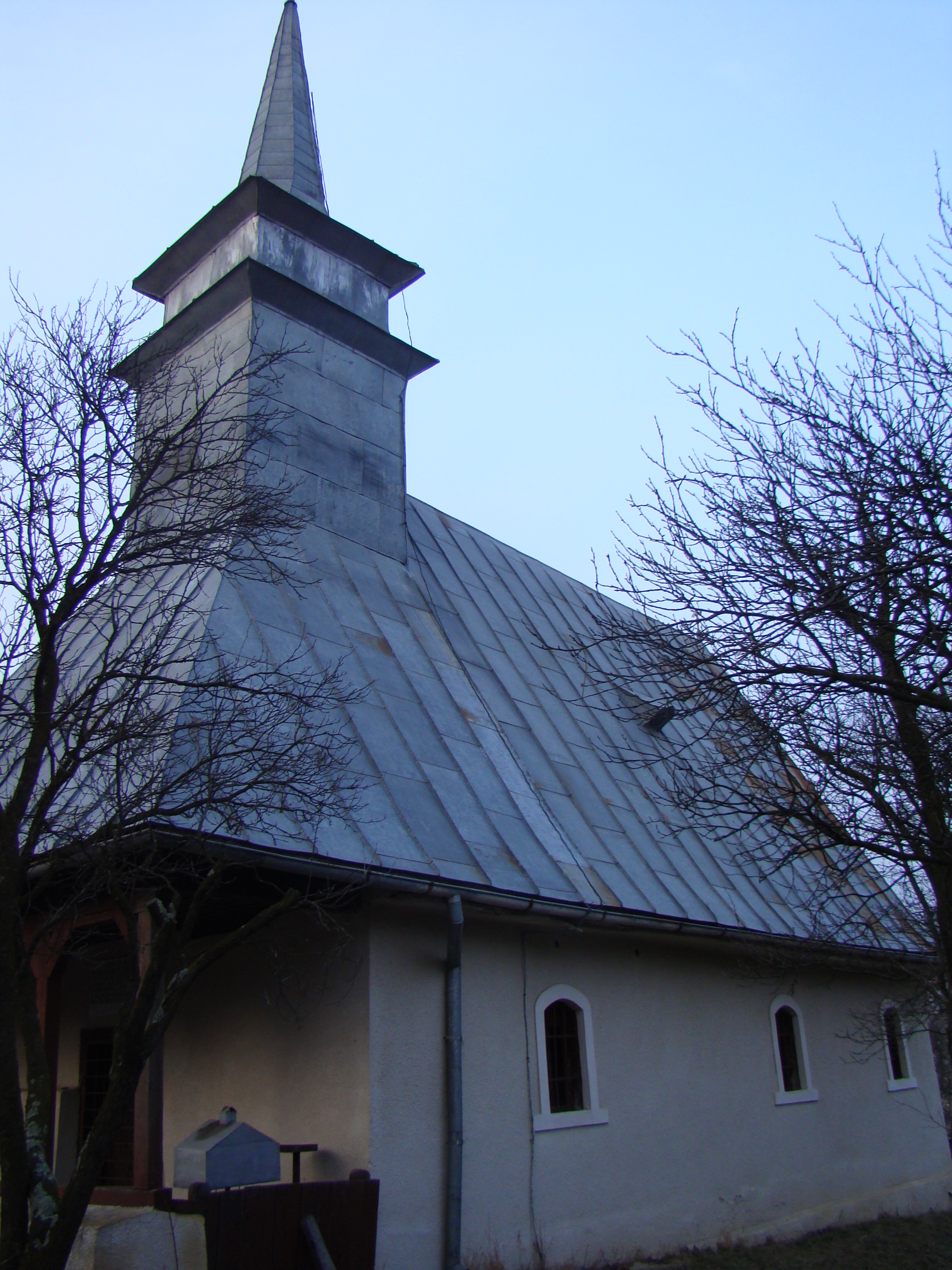
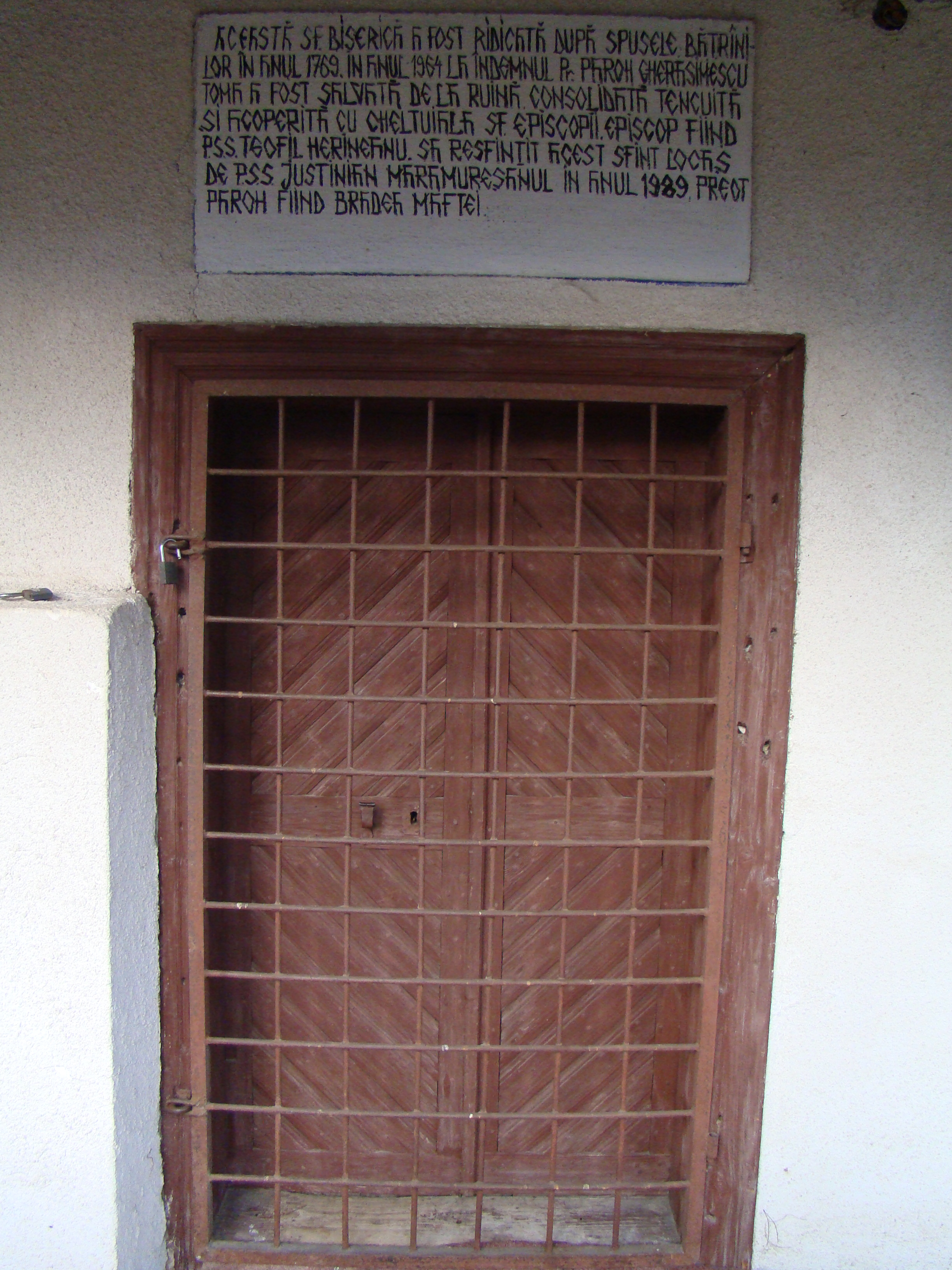
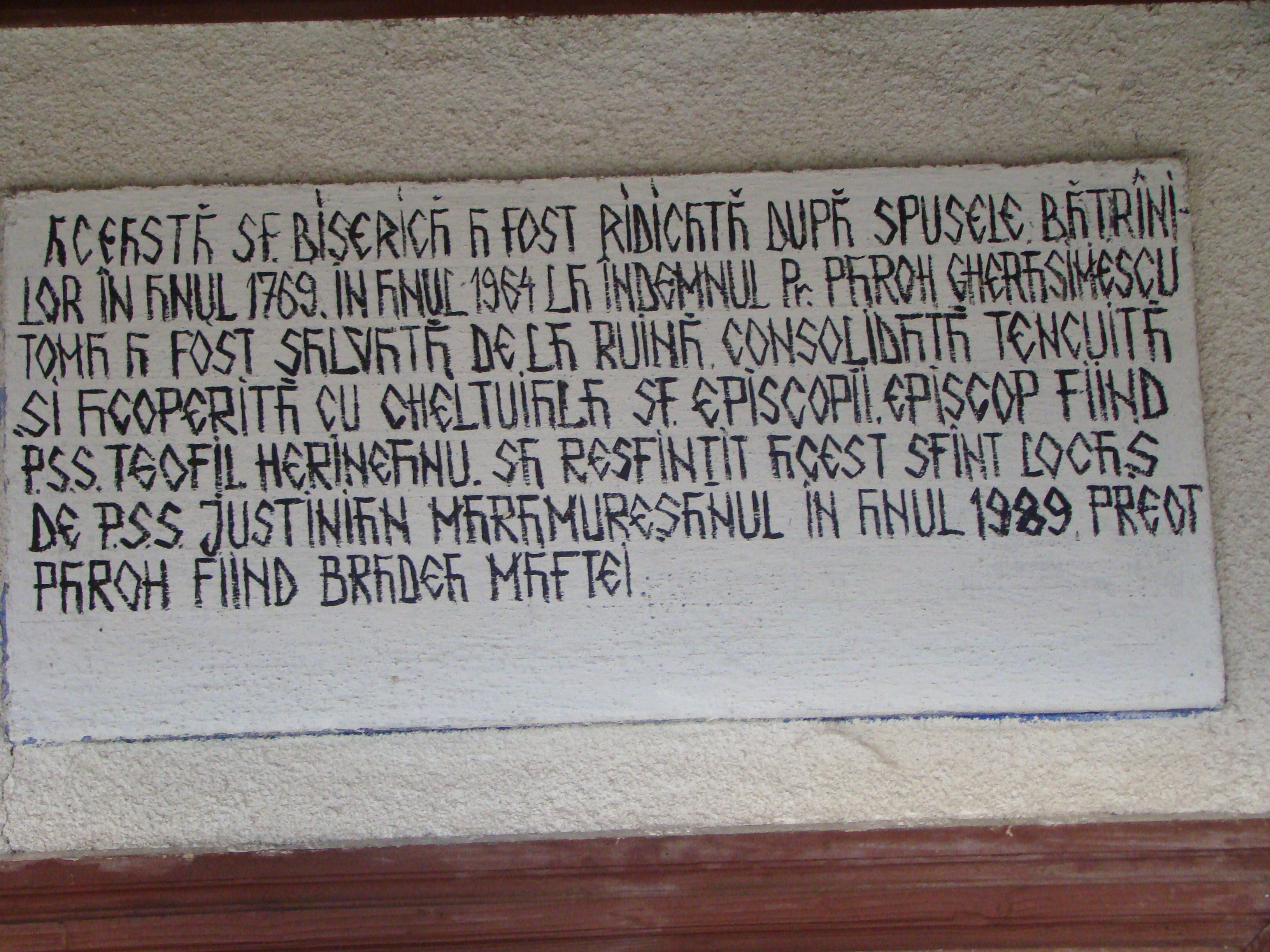
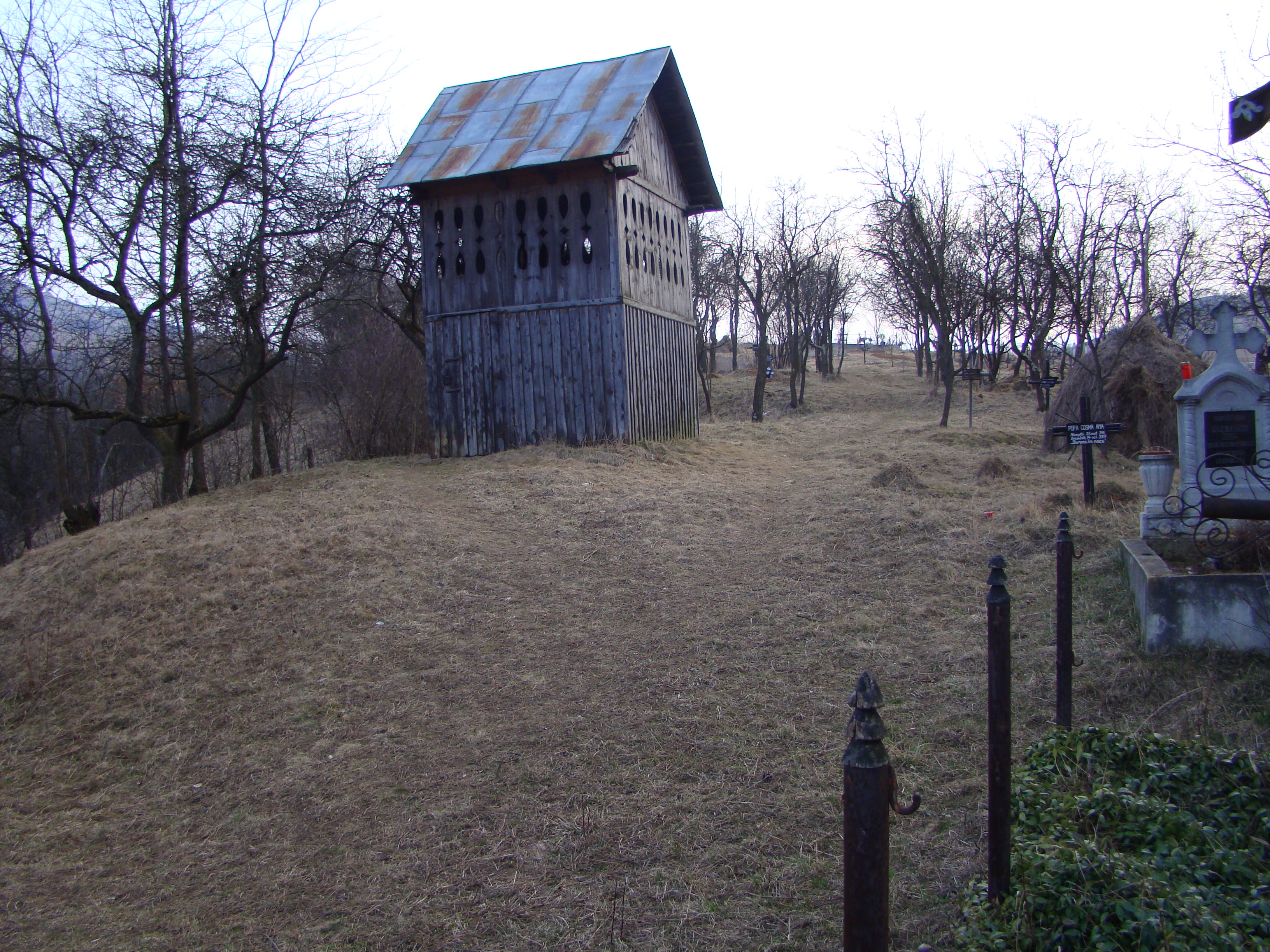
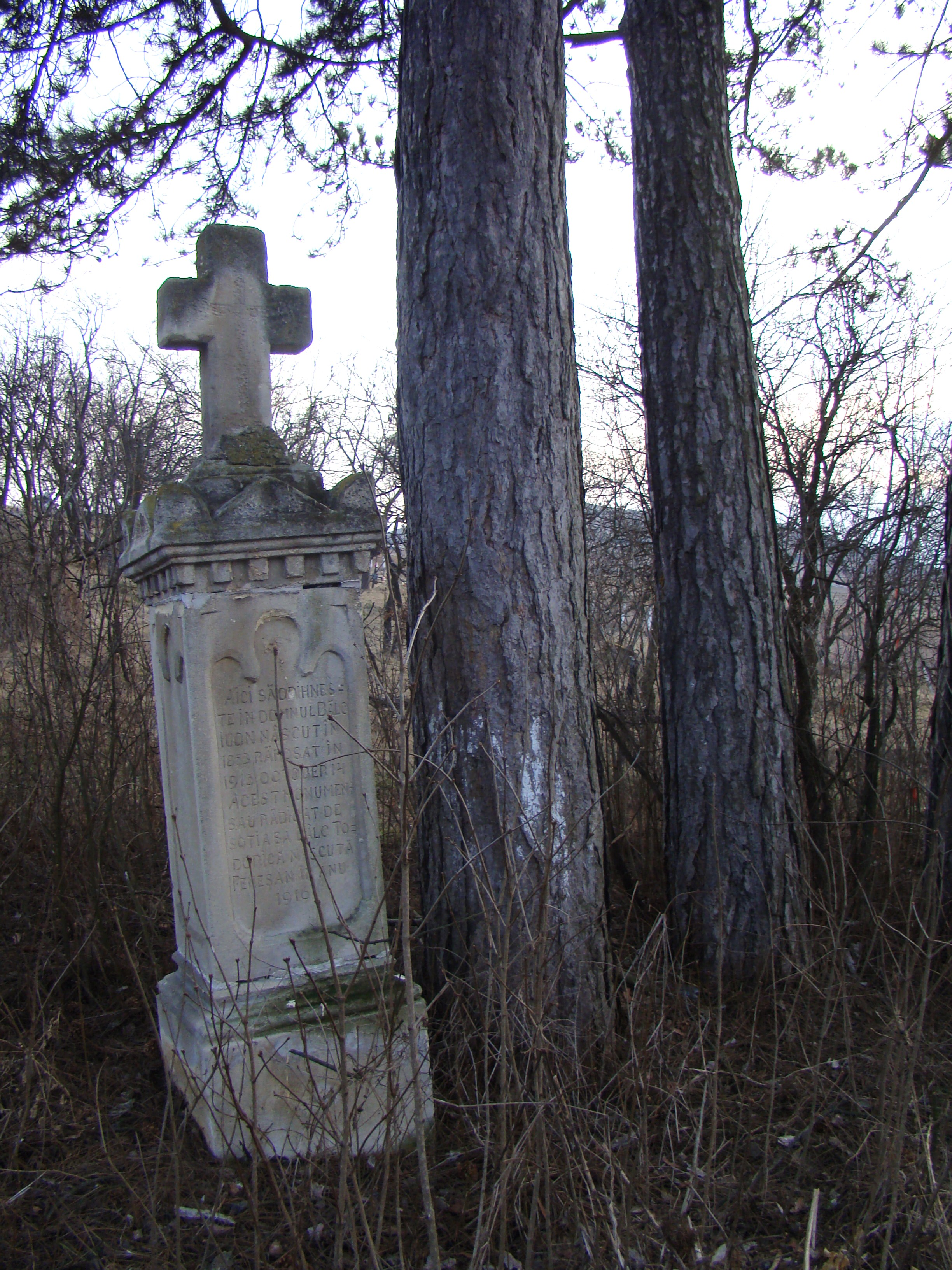
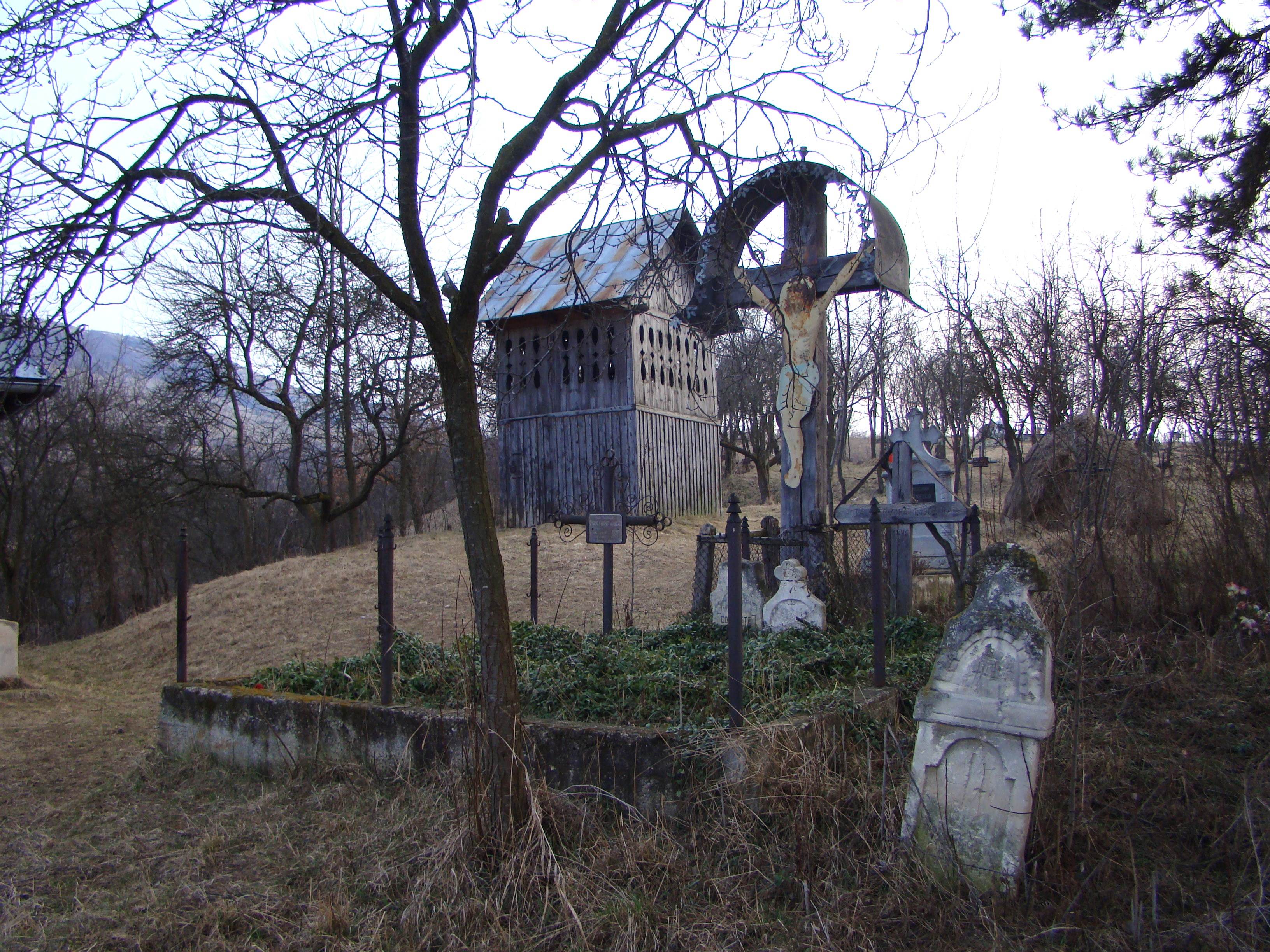
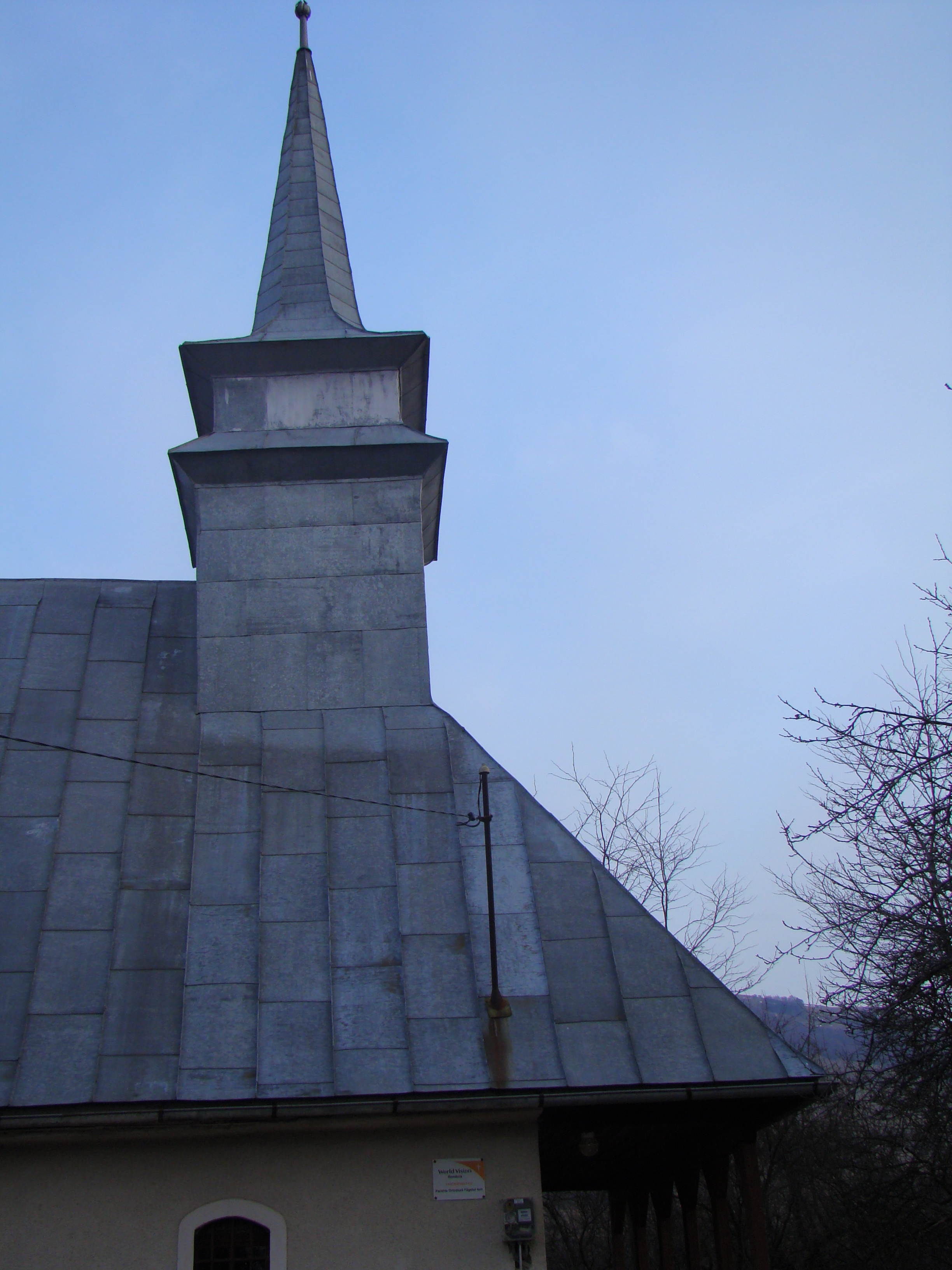
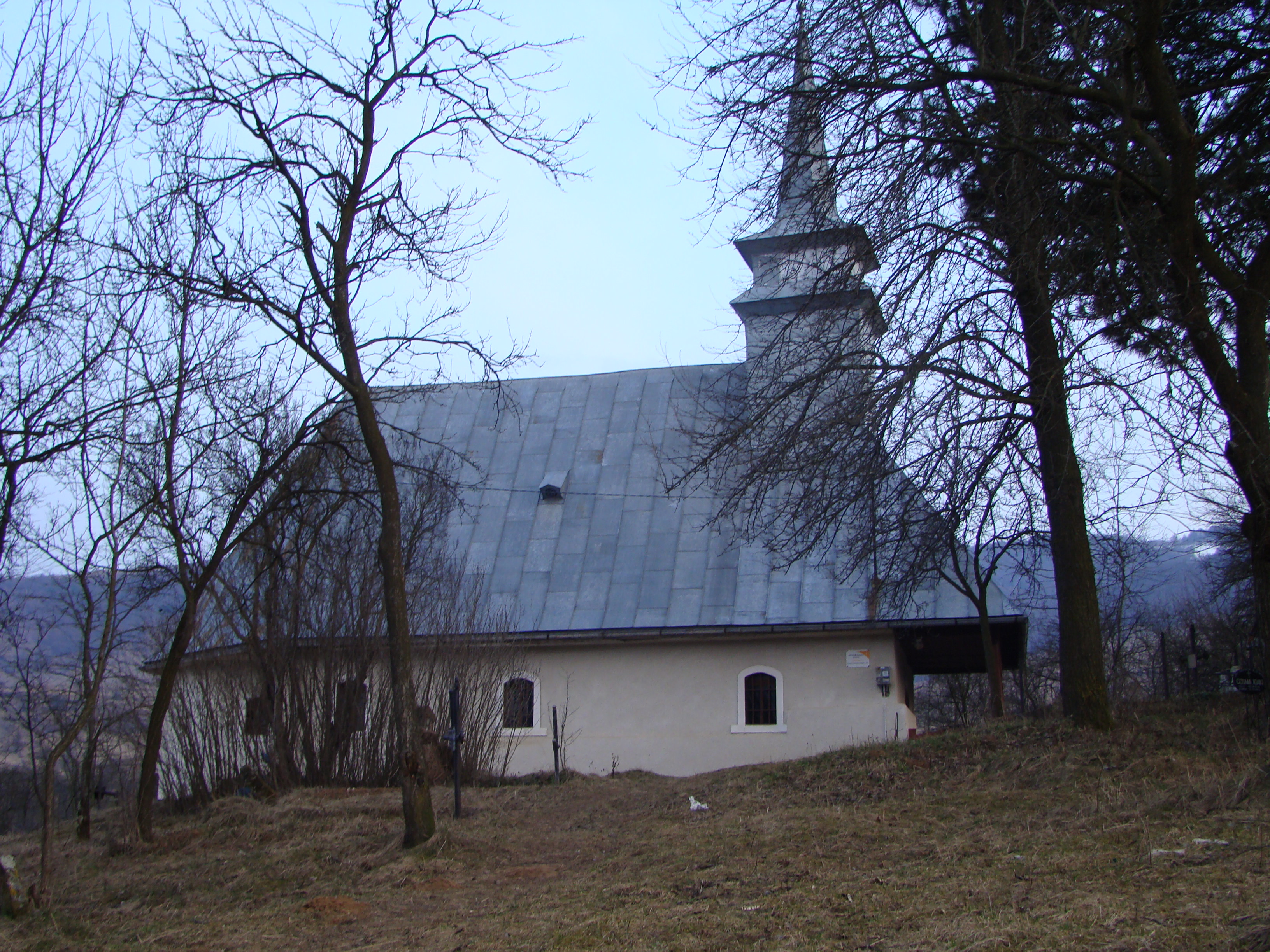
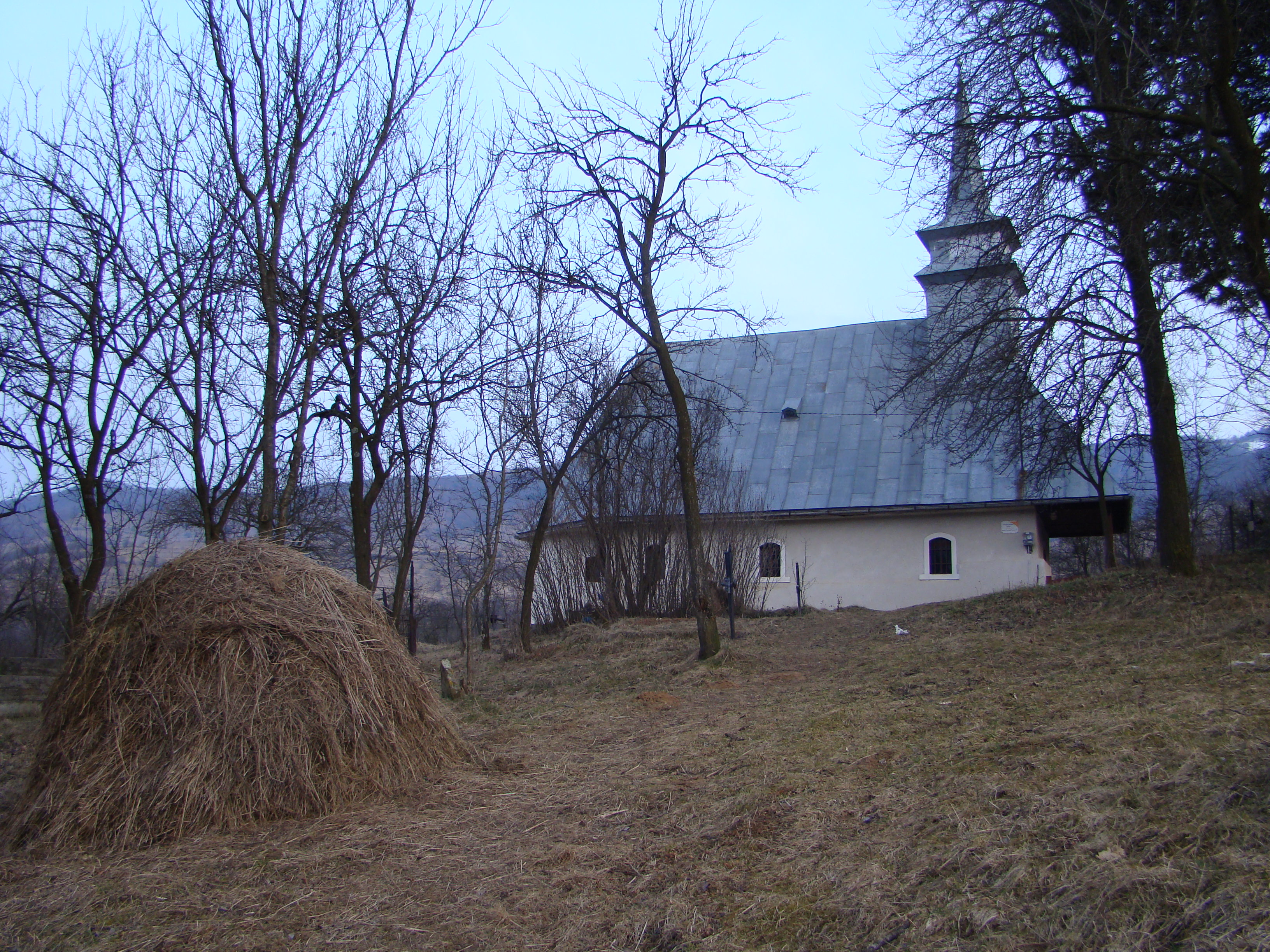
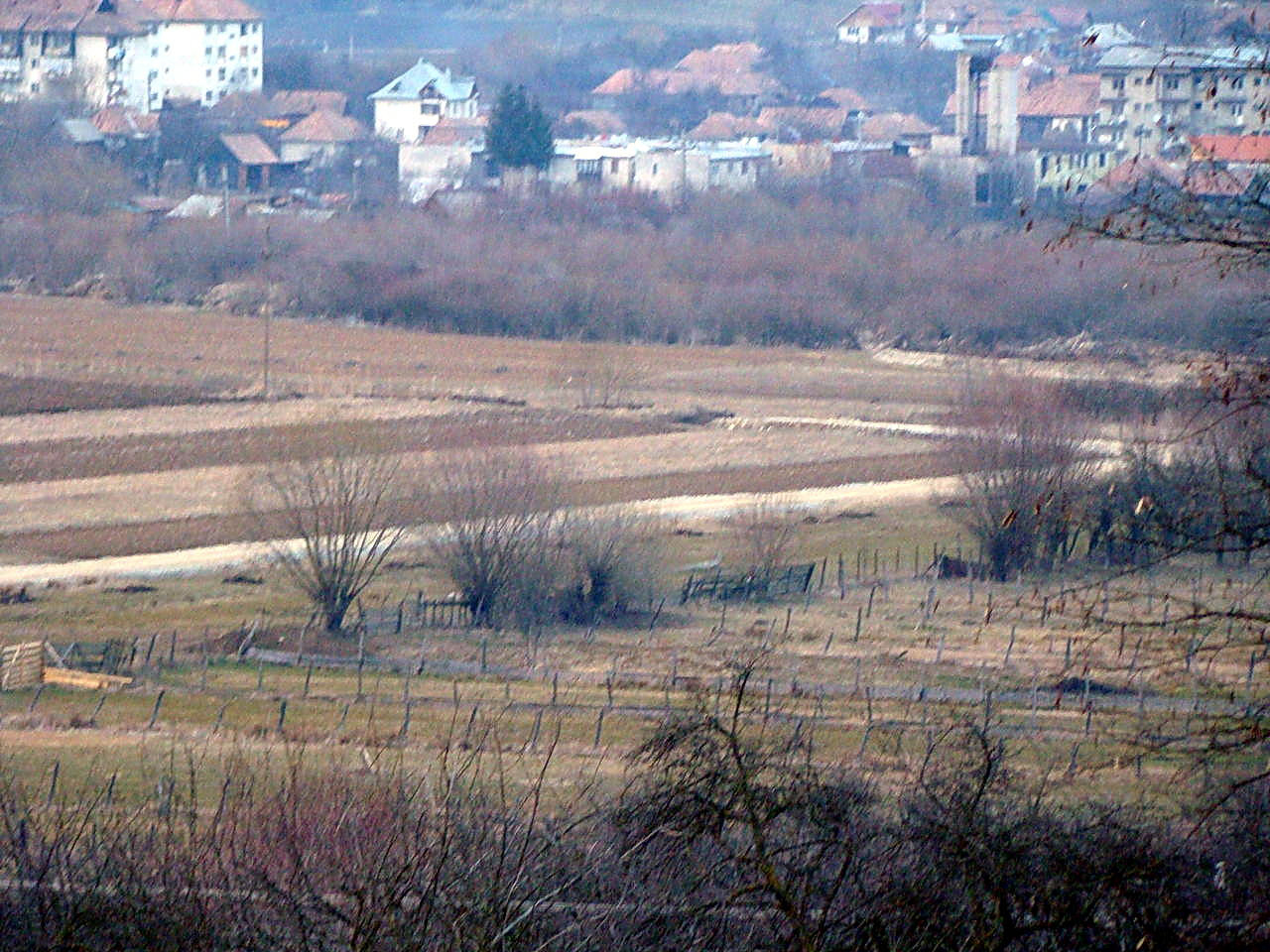
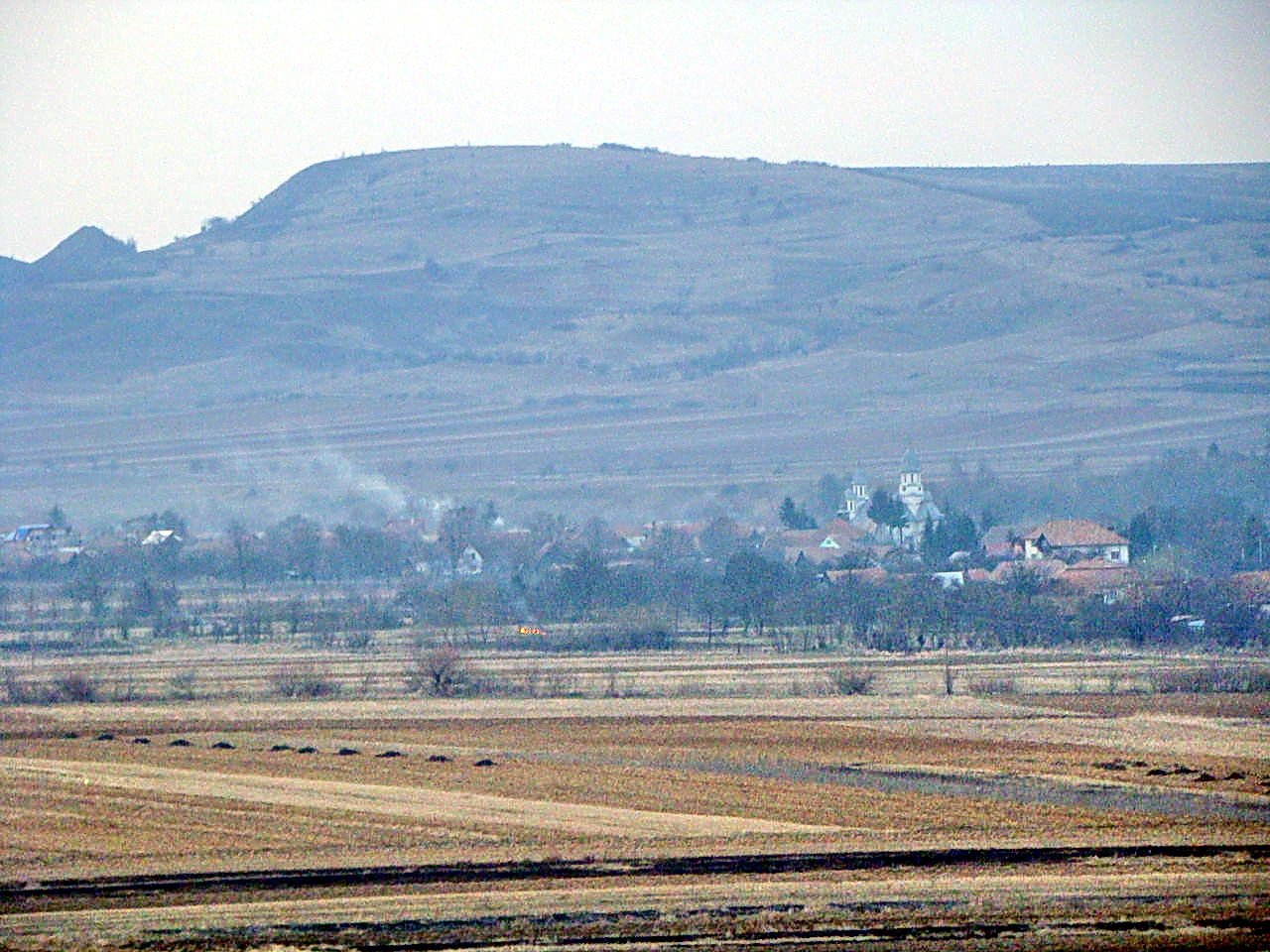
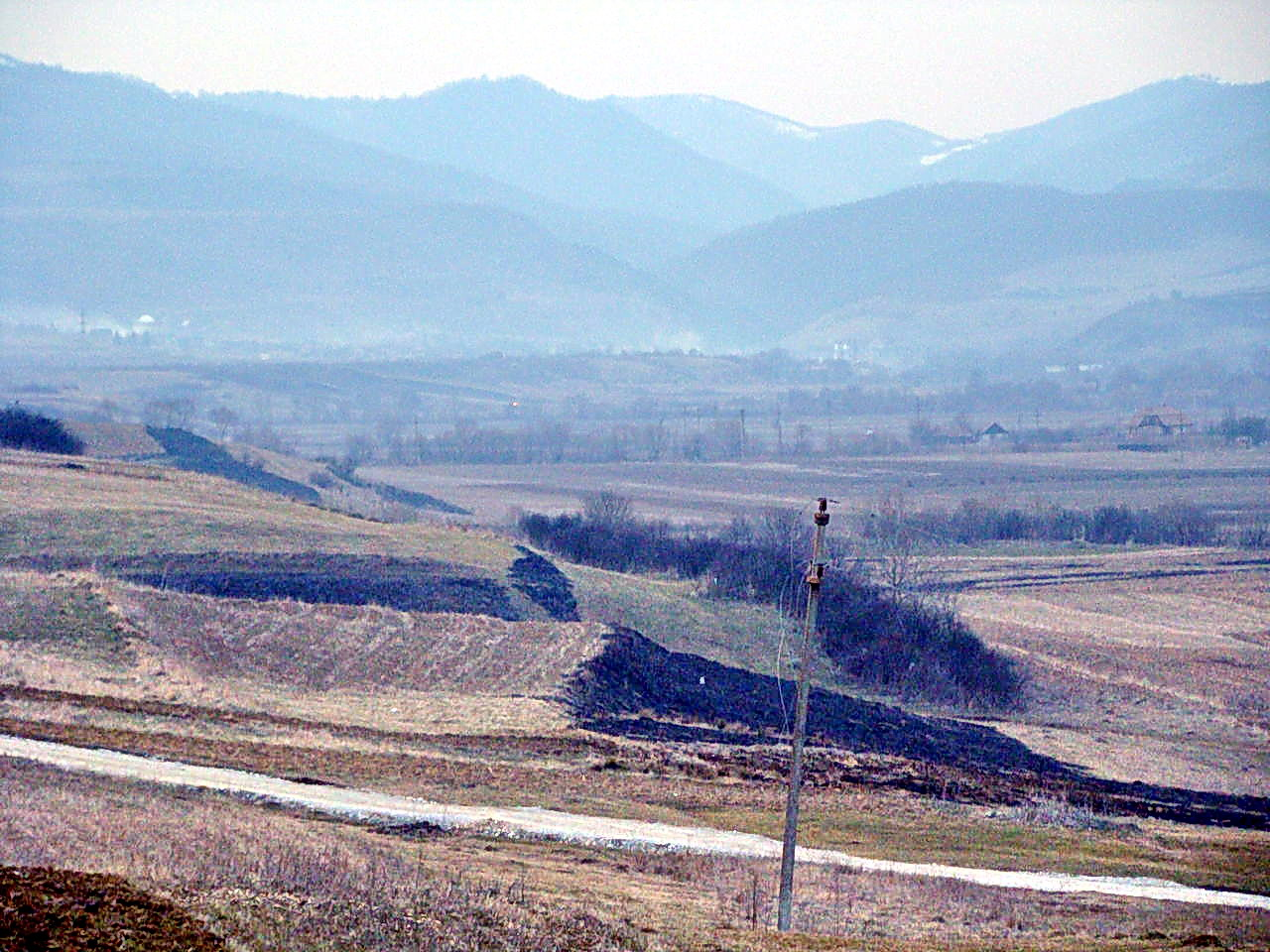
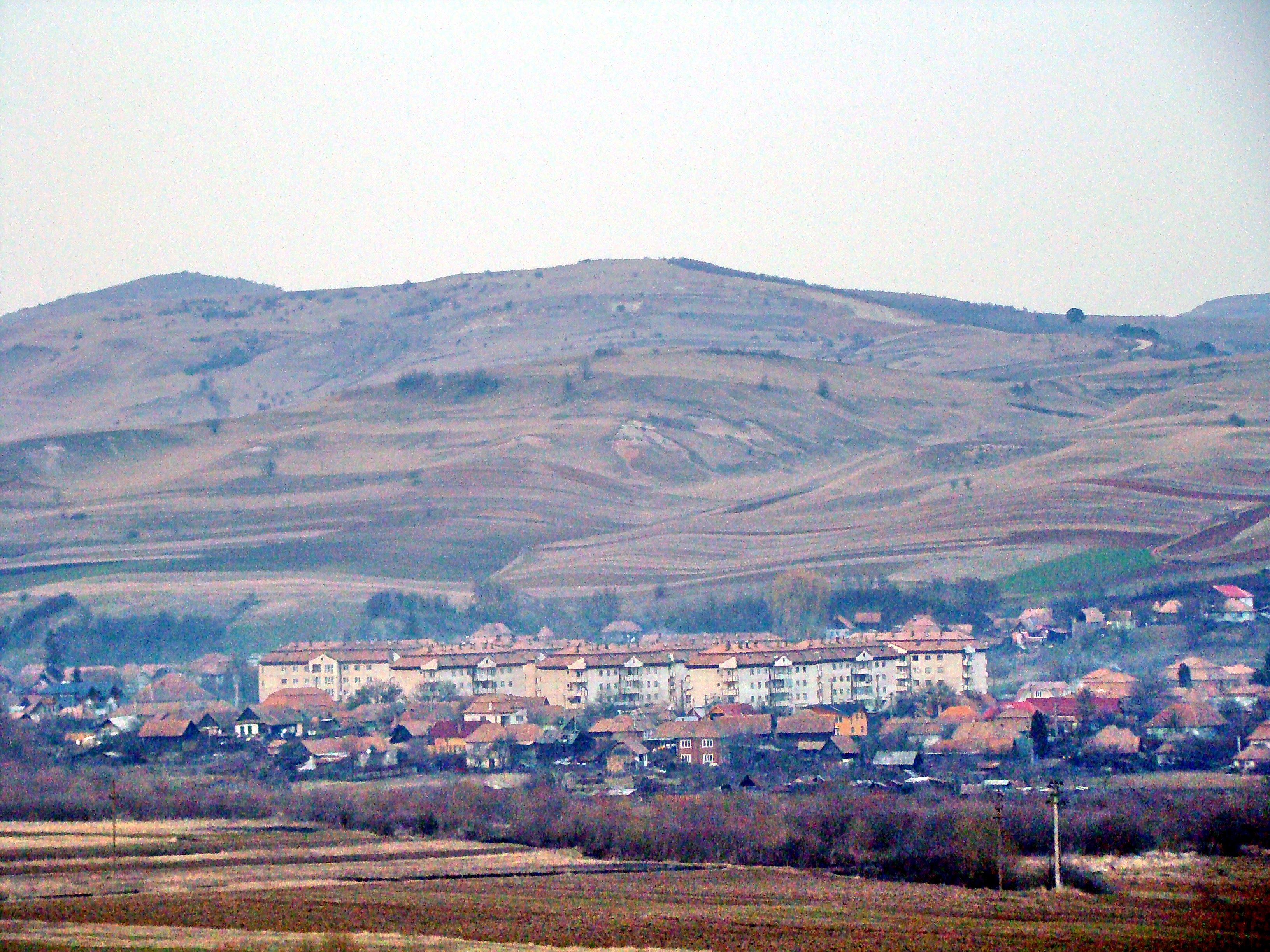